# Tesla, Inc.
Tesla, Inc. (anteriormente conocida como Tesla Motors, Inc.) es una empresa estadounidense con sede en Austin, Texas, la cual diseña, fabrica y vende automóviles eléctricos, componentes para la propulsión de vehículos eléctricos, techos solares, instalaciones solares fotovoltaicas y baterías domésticas.
Fue fundada en julio de 2003 por los ingenieros Martin Eberhard y Marc Tarpenning como Tesla Motors. El nombre de la empresa es un tributo al inventor e ingeniero eléctrico serbio Nikola Tesla. Los siguientes tres empleados fueron Ian Wright, Elon Musk y J. B. Straubel, quienes fueron nombrados cofundadores de la compañía. Elon Musk ya había fundado varias empresas, era millonario y había tenido la idea de desarrollar baterías para el almacenamiento de energía renovable. Después de reunirse con Eberhard y Wright, Musk invirtió US$6 500 000 en la compañía, por lo que quedó como presidente de la empresa, Martin Eberhard como director ejecutivo y JB Straubel como director de tecnología.

## Vista general

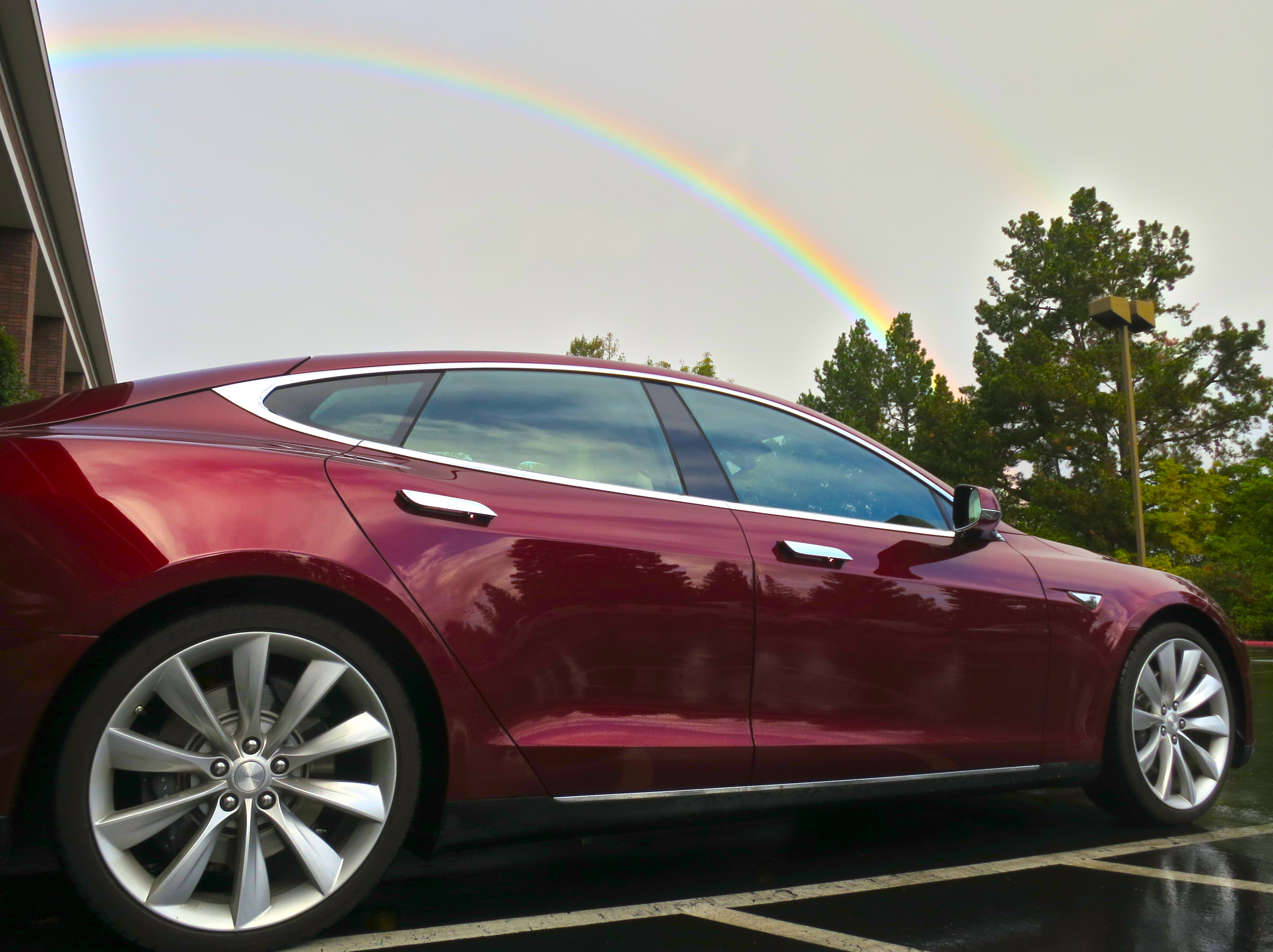
Model S y un arcoíris.

El núcleo de la empresa está en la ingeniería del sistema de propulsión del vehículo eléctrico que incluye: paquete de baterías, motor, electrónica de potencia y software de control que permite que todos los componentes formen un sistema. El diseño modular permite reutilizar componentes en diferentes modelos de Tesla y de otros fabricantes. El sistema es muy compacto y contiene muchas menos piezas móviles que un motor térmico. Tesla Motors usa motores de inducción de tres fases que incorporan un rotor de cobre y unos devanados de cobre optimizados para reducir la resistencia y la pérdida de energía. Tesla desarrolló patentes fundamentales para su fabricación. La electrónica de potencia gobierna el flujo de corriente de entrada y salida del paquete de baterías. Controla la generación de par motor durante la conducción y la recarga del paquete de baterías cuando está conectado a un enchufe.
Tesla diseñó cajas de cambio de una marcha para el Roadster y para el Model S. Combinan un peso bajo con una alta eficiencia para adecuarse a la velocidad y par motor de los motores de inducción de corriente alterna. Se fabrican en la planta de Tesla. Los vehículos eléctricos contienen muchos procesadores para controlar funciones de seguridad y potencia. Tesla Motors construye el firmware de muchos procesadores con algoritmos que controlan la tracción, la estabilidad del vehículo, la aceleración, el freno regenerativo, el estado de carga de cada célula del paquete de baterías y los sistemas de seguridad.
Tesla Motors realiza el diseño y la ingeniería de carrocería, chasis, interiores, sistemas de calefacción y aire acondicionado. Algunos subsistemas de un automóvil tradicional deben ser rediseñados en un vehículo eléctrico. Por ejemplo, Tesla Motors rediseñó el sistema de climatización para integrarlo con el sistema de gestión de temperatura del paquete de baterías.
A 31 de diciembre de 2011 Tesla Motors tenía 59 patentes adjudicadas y otras 230 patentes pendientes de aprobación. Las patentes comenzarán a caducar en 2026. El 12 de junio de 2014 Tesla Motors liberó todas sus patentes. Los beneficios de Tesla Motors a 31 de diciembre fueron de US$111 900 000 en 2009, US$116 700 000 en 2010 y US$204 200 000 en 2011. Tesla Motors tuvo una pérdida neta en 2011 de US$254 400 000 y una pérdida neta acumulada de US$669 400 000 al 31 de diciembre de 2011.
Elon Musk era propietario del 20.8% de las acciones de la compañía, según lo reportado en octubre de 2020.
Tesla es conocida principalmente por sus vehículos eléctricos, que incluyen el Model S, Model 3, Model X y Model Y, así como el próximo Cybertruck y el Roadster. La compañía ha sido pionera en la industria de los vehículos eléctricos y es conocida por su enfoque en la innovación tecnológica, el rendimiento y la sostenibilidad ambiental.[cita requerida]
Además de los vehículos eléctricos, Tesla también produce sistemas de almacenamiento de energía como Powerwall y Powerpack, así como paneles solares y techos solares a través de su subsidiaria SolarCity.

## Plan maestro
Tesla se fundó para acelerar la transición hacia el transporte sostenible. Tesla en sus inicios redactó su «plan maestro» para influir en la industria desde un punto de vista basado en la energía renovable. Sus objetivos principales eran:
- 1. Comenzar con un proyecto pequeño fabricando pocas unidades a un precio alto. Fue el Tesla Roadster. Demostró que se podía fabricar un vehículo eléctrico de altas prestaciones que desmontaba el mito de que los vehículos eléctricos eran lentos, pesados, feos y con poca autonomía. Tesla llegó a fabricar hasta 500 unidades al año. Tuvo un gran efecto en la industria y Bob Lutz, antiguo presidente de General Motors afirmó que el Roadster fue el responsable de que iniciaran el programa del Chevrolet Volt, que a su vez influyó en el programa del Nissan Leaf.
- 2. Fabricar un vehículo en mayor volumen de unidades y a un costo menor que en el paso 1. El Model S demostró que podía competir con las grandes berlinas de lujo. Sobre la misma plataforma Tesla fabricó el Model X.
- 3. Vehículo producido en gran volumen y a un precio accesible. Los beneficios que obtuvo Tesla con los modelos anteriores le permitieron abordar el proyecto del Model 3. Sobre la misma plataforma Tesla fabricó el Model Y.[11]

## Historia y financiación

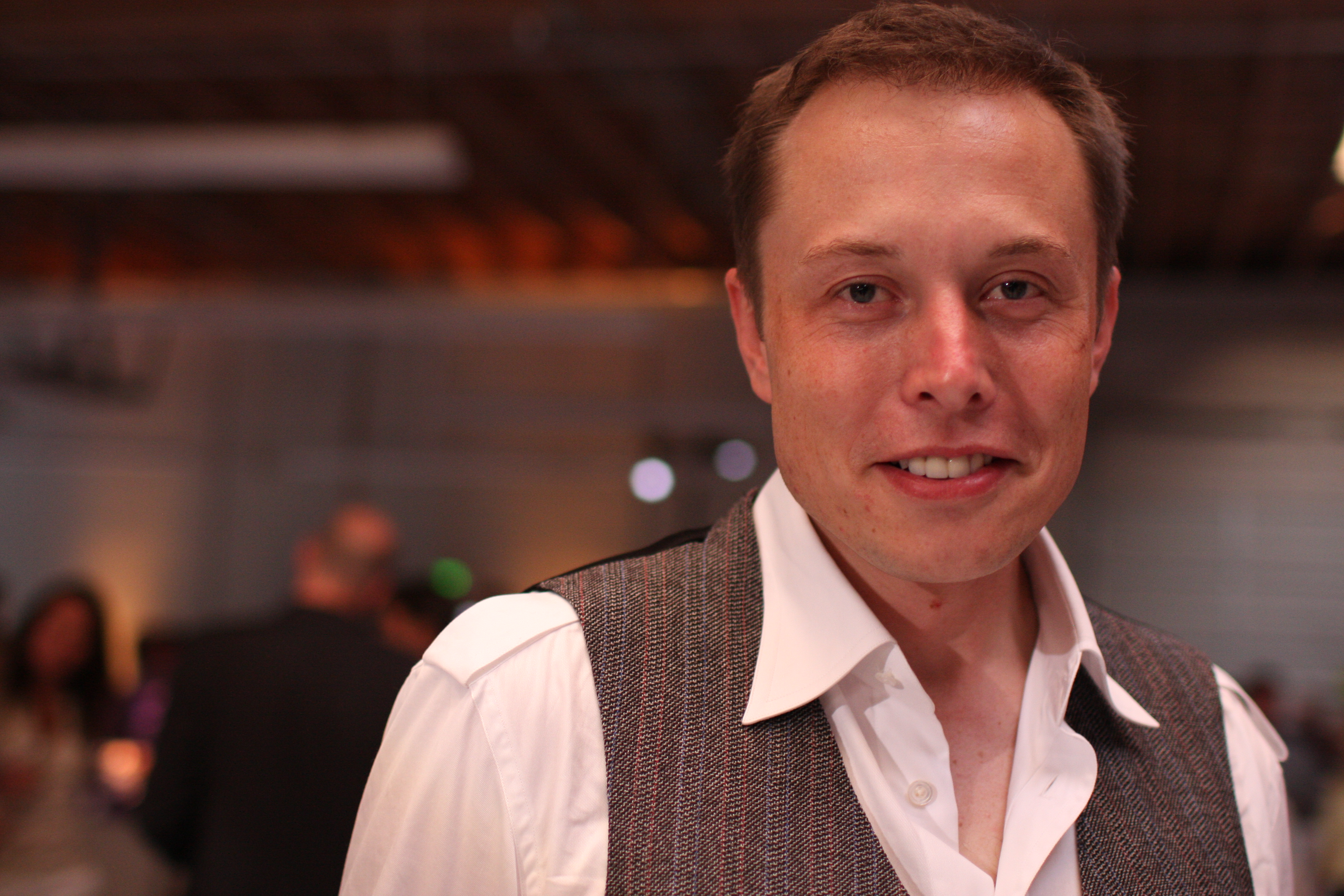
Elon Musk.

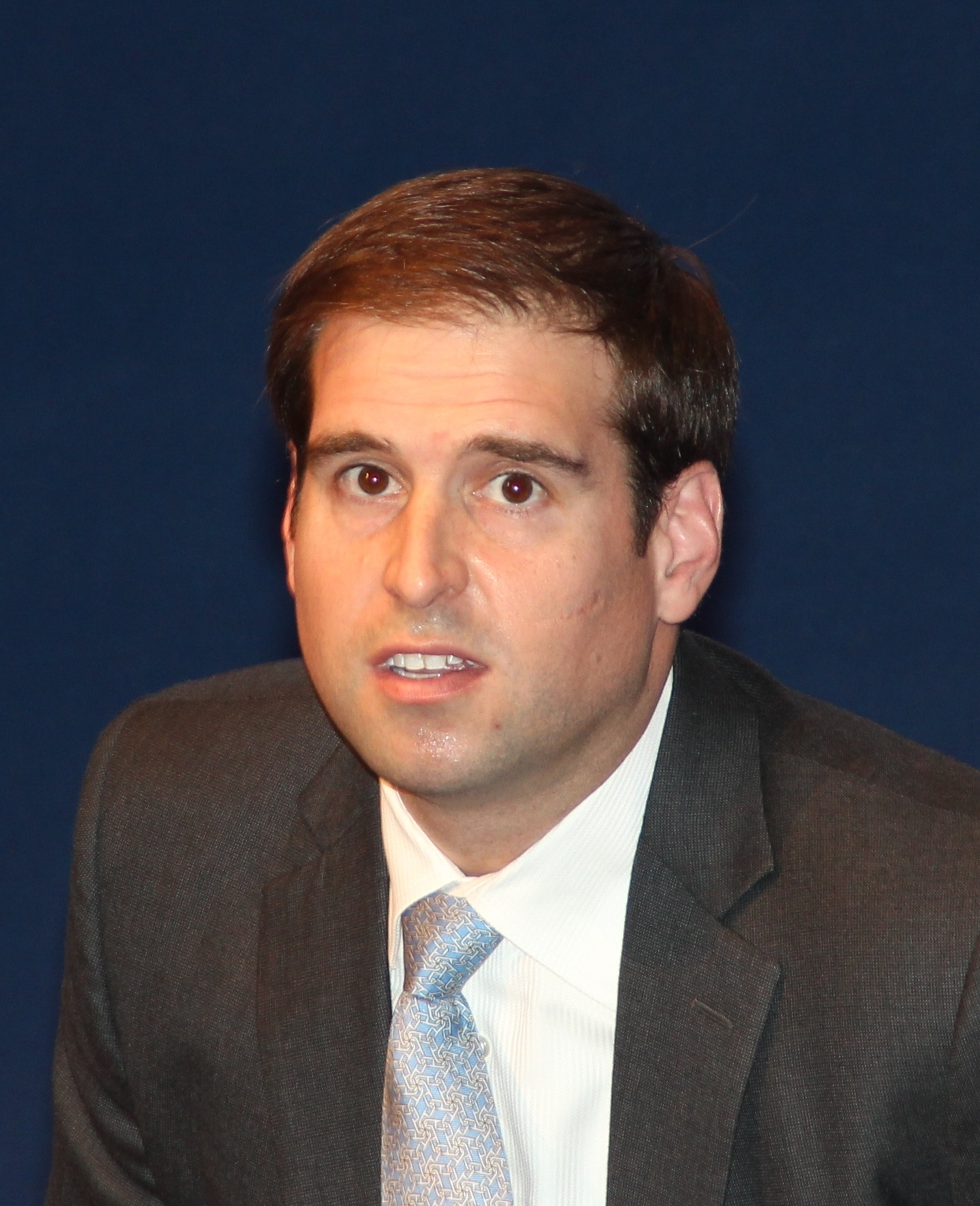
Jeffrey B. Straubel.

La idea de fundar una empresa que comercializase coches eléctricos nació en el año 2003, cuando General Motors anunció que retiraría todos los ejemplares del EV1 y los desguazó. La empresa AC Propulsion tenía dos equipos trabajando en el desarrollo de un prototipo eléctrico, el T-Zero; en un equipo estaban Martin Eberhard, Marc Tarpenning e Ian Wright, y en el otro equipo estaban Elon Musk y JB Straubel. El objetivo de crear coches impulsados por energía renovable parecía inviable por los múltiples problemas que suponía (escasa autonomía, tiempo de recarga, precio de las baterías, falta de infraestructura, y aparente falta de atractivo para los clientes, como declaró General Motors cuando abandonó el proyecto de coche eléctrico). Tom Gage, presidente de AC Propulsion, propuso que ambos equipos unieran fuerzas si querían dar viabilidad a sus desarrollos, y del dúo Elon Musk y JB Straubel pasaron al trío con la unión de Martin Eberhard para fundar Tesla Motors. Elon Musk ya había fundado varias empresas, era millonario y había tenido la idea de desarrollar baterías para el almacenamiento de energía renovable desde que estudiaba en Stanford, por lo que tenían claro el objetivo. Musk aportaría el dinero necesario para sacar la idea adelante y sería responsable de diseño, Martin Eberhard quedó como director ejecutivo y JB Straubel quedó como CTO. La primera ronda de financiación recaudó US$7 500 000, la mayor parte del bolsillo de Musk. Otros inversores eran Compass Technology Partners, SDL Ventures, y otros inversores privados. En la segunda ronda Musk invirtió otros US$13 000 000 adicionales.
En los primeros años Eberhard llevaba las riendas empresariales, mientras Musk supervisaba el diseño del coche y Straubel la mecánica del vehículo. Así sacaron adelante el primer prototipo llamado Tesla Roadster, un prototipo basado en el Lotus Elise. El Tesla se diferenciaba de este en la motorización, y en una insistencia personal de Musk de que la carrocería tendría que ser de fibra de carbono en vez de fibra de vidrio como la del Lotus Elise. En mayo de 2006 en la tercera ronda de US$40 000 000, Musk invirtió junto con otros inversores atraídos por las ideas de la compañía. El objetivo era demostrar que el vehículo eléctrico podía competir con las mejores marcas de deportivos; y con los fondos obtenidos de la venta del primer coche desarrollarían vehículos asequibles. En agosto de 2006 publicaron en su web el plan que ambicionaban: diseñar un deportivo de altas prestaciones. En octubre de ese año recibieron el premio Global Green 2006 en un acto presidido por Mijaíl Gorbachov por el diseño del Tesla Roadster, reconocido nuevamente en 2007 con el premio Index Design. En mayo de 2007 la cuarta ronda añadió otros US$45 000 000 acumulando un total de US$105 000 000 en inversiones.
Los dos últimos años habían demostrado que iban en serio a nivel técnico, pero la situación ejecutiva no era estable debido a problemas económicos. En junio de 2007, en una reunión de la compañía, Martin Eberhard dijo que la producción unitaria del Tesla Roadster superaría los US$100 000, no los US$65 000 que tenían previstos. Un pequeño inversor en Tesla, el director ejecutivo de Flextronics llamado Michael Marks, fue nombrado temporalmente director ejecutivo de Tesla Motors por Elon Musk para sustituir a Eberhard, siendo sustituido en diciembre de 2007 por Ze'ev Drori, fundador de una empresa de electrónica. Martin Eberhard y una docena de ejecutivos de primer nivel fueron despedidos en enero de 2008. Tesla se vio forzada a reducir la plantilla en un 10% debido a que el gasto en 2007 estuvo fuera de control.
En enero de 2008, la aportación económica de la NHTSA, agencia dependiente del gobierno de Estados Unidos, salva a Tesla de la quiebra, aportando US$43 000 000 a una empresa que llevaba dando pérdidas desde su creación. La quinta ronda de financiación en febrero de 2008 añadió otros US$40 000 000. De los US$145 000 000 que la empresa había recibido, US$74 000 000 provenían de Elon Musk. En octubre de 2008, Tesla Motors no es capaz de recaudar los US$100 000 000 que necesita para subsistir, por lo que Musk asumió la labor de director ejecutivo y Ze'ev Drori pasa a ser vicepresidente hasta que abandonó la compañía en diciembre. El retraso en el Model S provocó el despido de una cuarta parte de los empleados y el cierre de la oficina de ingeniería de Michigan. Darryl Siry, Director de Ventas de Tesla, dimitió diciendo le incomodaba la forma en que la compañía financiaba sus operaciones dependiendo de los depósitos de reserva para el Model S. Dijo que sentía que la compañía estaba crónicamente infrafinanciada e infracapitalizada.
En enero de 2009, Elon Musk dijo que Tesla entregaría beneficios a partir del segundo semestre de aquel año. Todo ello gracias a una subvención del Departamento de Energía de Estados Unidos para construir una fábrica de coches, que les sería entregada en verano. Cuando peor estaba la situación, Daimler AG adquirió casi el 10% de las acciones de Tesla Motors por un importe de unos US$50 000 000 en el mes de mayo de 2009. Tesla Motors y Daimler AG acordaron cooperar en sistemas de baterías, sistemas de propulsión para vehículos eléctricos y proyectos de vehículos. Como parte de la colaboración el Prof. Herbert Kohler, Vicepresidente de E-Drive y Future Mobility de Daimler AG, tuvo un asiento en el consejo de administración de Tesla.
En 2014 Daimler terminó el contrato de suministro con Tesla y vendió sus acciones por US$780 000 000.
En julio de 2009 AABAR AD compró a Daimler AG el 40% de las acciones que tenía de Tesla Motors. En junio de 2009 el Departamento de Energía de Estados Unidos aprobó la entrega de un préstamo de US$465 000 000, que formaba parte de un programa de US$8 000 000 000 para tecnologías avanzadas para vehículos. El préstamo de bajo interés formaba parte del programa Advanced Technology Vehicles Manufacturing Loan Program (ATVM), creado en 2007 durante el mandato de George W. Bush para potenciar los vehículos más eficientes y reducir la dependencia del petróleo extranjero. Este dinero supuso el salvamento de Tesla Motors. El préstamo iba dirigido a la ingeniería y producción del Model S y al desarrollo de tecnología eléctrica que Tesla vende a otros fabricantes. En septiembre de 2009 Tesla anunció otra ronda de financiación de US$82 500 000 en la que invirtieron Daimler AG, Fjord Capital Partners, AABAR entre otros. Fue la primera ronda de financiación en la que Elon Musk no contribuyó. Hasta la fecha se habían invertido un total de US$783 500 000 en la compañía.
El 11 de julio Tesla Motors firmó un contrato de producción con Lotus Cars para producir "gliders" (coches completos sin baterías, motor ni componentes eléctricos de propulsión) para Tesla. El contrato de producción se prorrogó para mantener el Roadster en producción hasta diciembre de 2011 con un número mínimo de 2400 unidades.

### Evolución en bolsa
El 29 de enero de 2010 solicitó la salida a bolsa gestionada por Goldman Sachs, Morgan Stanley, J. P. Morgan, y Deutsche Bank Securities. El 26 de marzo Tesla afirmó que había vendido 937 Tesla Roadster a clientes de 18 países y había generado un beneficio de US$126 800 000 hasta el 31 de diciembre de 2009. El 21 de mayo de 2010 Tesla anunció una colaboración estratégica con Toyota, que compraría US$50 000 000 en acciones de Tesla Motors.
El 29 de junio de 2010 Tesla Motors salió a bolsa en el NASDAQ bajo el acrónimo TSLA. La oferta pública consiguió US$226 000 000 para la compañía. Era el primer fabricante de coches estadounidense en salir a bolsa desde 1956 en que lo hizo Ford Motor Company.
El 29 de junio de 2010 salió a bolsa a US$17. Hasta el 31 de diciembre de 2011 la cotización mínima fue de US$14,98 y la máxima de US$36,42. El 2 de diciembre de 2012, la acción valía US$33,82 y el valor de mercado era de US$3 848 001 214. El 28 de agosto de 2013 la acción se cotizaba a US$166 y la capitalización bursátil era de US$20 215 293 743. El 9 de septiembre de 2014 la acción se cotizaba a US$278 y la capitalización bursátil era de US$34 706 910 603. El 14 de mayo de 2018 la acción se cotizaba a US$299 y la capitalización bursátil era de US$51 530 000 000.
El 15 de enero de 2019 la acción se cotizaba a US$302 y la capitalización bursátil era de US$51 910 000 000.
A principios de abril de 2017 tenía una capitalización bursátil que rondaba los US$47 800 000 000, superando así la valoración de Ford por US$44 900 000 000. A lo largo de 2017, fue la empresa automovilística que más incrementó su valor de marca según el índice BrandZ.
En 2018 Tesla afrontó problemas para producir su Model 3.

### Resultados financieros

Ingresos (en azul) y pérdidas netas (en naranja) de Tesla hasta 2019.

A lo largo de toda la década de 2010, Tesla aumentó rápidamente sus ventas de año en año a costa de no generar beneficios. En julio de 2020, la compañía anunció por primera vez que había conseguido beneficios durante los cuatro trimestres precedentes. La principal contribución a estos beneficios fue la venta de créditos de emisiones de CO2 a competidores, en particular al grupo Fiat Chrysler en la Unión Europea.Para 2023, dicha venta de créditos representaba ya US$2 500 000 000, lo cual equivalía a un 20% del flujo de caja operativo de la compañía.
Hasta principios de 2022, Tesla recibió US$2 500 000 000 de subsidios de distintas administraciones públicas de Estados Unidos. El mayor desembolso fue de Nevada, con US$1 300 000 000 para que Tesla instalara ahí su primera Gigafactory.
En el 2022, Elon Musk, el director ejecutivo de la empresa, ha vendido más de US$23 000 000 000 en acciones de Tesla.

## Estrategia de marca
Hasta mayo de 2008 Tesla Motors vendía sus coches por teléfono, internet o en la sede central. Entonces abrió la primera tienda en Los Ángeles, California. Para 2012 tenía 20 tiendas y talleres en Norteamérica, Europa y Asia a menudo situadas en sectores de lujo de las ciudades más importantes.
Tesla Motors se diferenciaba en que los clientes tratan directamente con personal de Tesla y no con franquiciados. Tesla buscaba un mejor control de los costes de inventario, gestión de garantías, servicio técnico, imagen de marca y opiniones de los clientes. Al ser propietario de la red comercial Tesla evita el conflicto de intereses en la estructura de los concesionarios tradicionales donde la venta de piezas en garantía y reparaciones del concesionario son un beneficio para el concesionario y un gasto para el fabricante.
Además de vender en sus tiendas, Tesla hace muestras temporales de sus coches en centros comerciales. En 3 meses y con 6 muestras en centros comerciales, Tesla atendió a 400 000 personas individualmente. Los gastos de publicidad fueron de US$1 700 000 en 2009, US$3 100 000 en 2010 y US$2 900 000 en 2011.
A diferencia de otros fabricantes no hay negociación del precio porque es fijo para cada modelo en cada país y está publicado en su página web. El precio sí varía según las opciones elegidas por el cliente.
Tesla Motors, al menos inicialmente, no tenía un inventario de coches fabricados para vender, sino que fabrica los coches tal como los configura el cliente en una tienda Tesla o a través de internet.
El 12 de junio de 2014 Tesla Motors anunció que liberaba todas sus patentes.
En 2020 Tesla Inc. firmó nuevos acuerdos a largo plazo con dos de sus proveedores chinos Zhejiang Huayou Cobalt Co. y CNGR Advanced Material Co. de materiales para baterías, para proporcionarle suministros hasta mediados de esta década.
Durante años, uno de los pilares de la marca Tesla fue su red exclusiva de "súper-cargadores", que permiten recargar la batería rápidamente gracias a su alto voltaje. En 2021, sin embargo, hizo una prueba de abrir su red de carga en Europa a los modelos de otros fabricantes. En 2023, se vio obligada a abrir su red en Estados Unidos. para poder beneficiarse de subvenciones del gobierno de dicho país. A finales de abril de 2024, Elon Musk cerró la división de súper-cargadores, despidiendo a dos ejecutivos de alto rango y cientos de empleados del equipo.
Otro de los argumentos de venta de Tesla es la autonomía de sus coches, generalmente mayor que la de otros fabricantes. Han sido acusados de exagerar sistemáticamente la autonomía de sus modelos en sus anuncios y a crear un equipo dedicado a sienciar y rechazar las quejas de sus clientes insatisfechos con la autonomía.El gobierno de Corea del Sur multó a Tesla por sus exageraciones en 2023.

## Productos

### Modelos descatalogados

#### Tesla Roadster

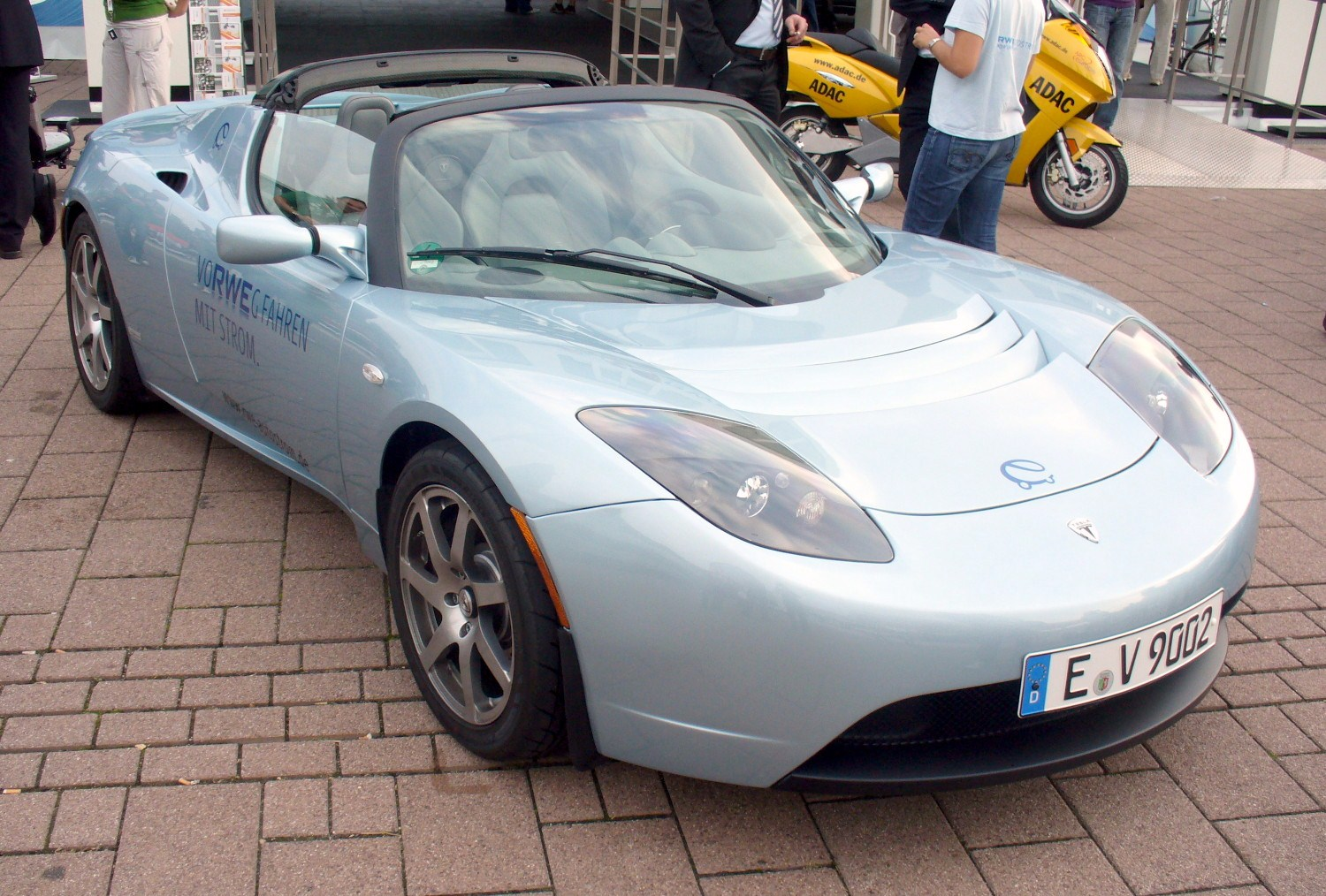
Modelo Roadster.

El primer coche de la compañía fue el Tesla Roadster, primero de serie que usando baterías de iones de litio obtiene una autonomía de más de 200 millas (322 km) por carga. El modelo base acelera de 0 a 60 millas por hora (97 km/h) en 3,9 segundos y según el análisis medioambiental de Tesla Motors es el doble de eficiente que el Toyota Prius. El precio final del modelo básico de 2009 era de US$109 000 (93 587 euros según la cotización de hoy). Hasta junio de 2012 se habían vendido 2100 unidades en 31 países y habían recorrido más de 37 millones de kilómetros eléctricos. Este vehículo apareció en la portada de Time en diciembre de 2006 como "premio a la mejor invención de transporte de 2006". Tesla dejó de admitir pedidos para el Roadster en agosto de 2011. Usa un motor de corriente alterna AC que deriva directamente del diseño original de Tesla en 1882.

#### Tesla Roadster Sport

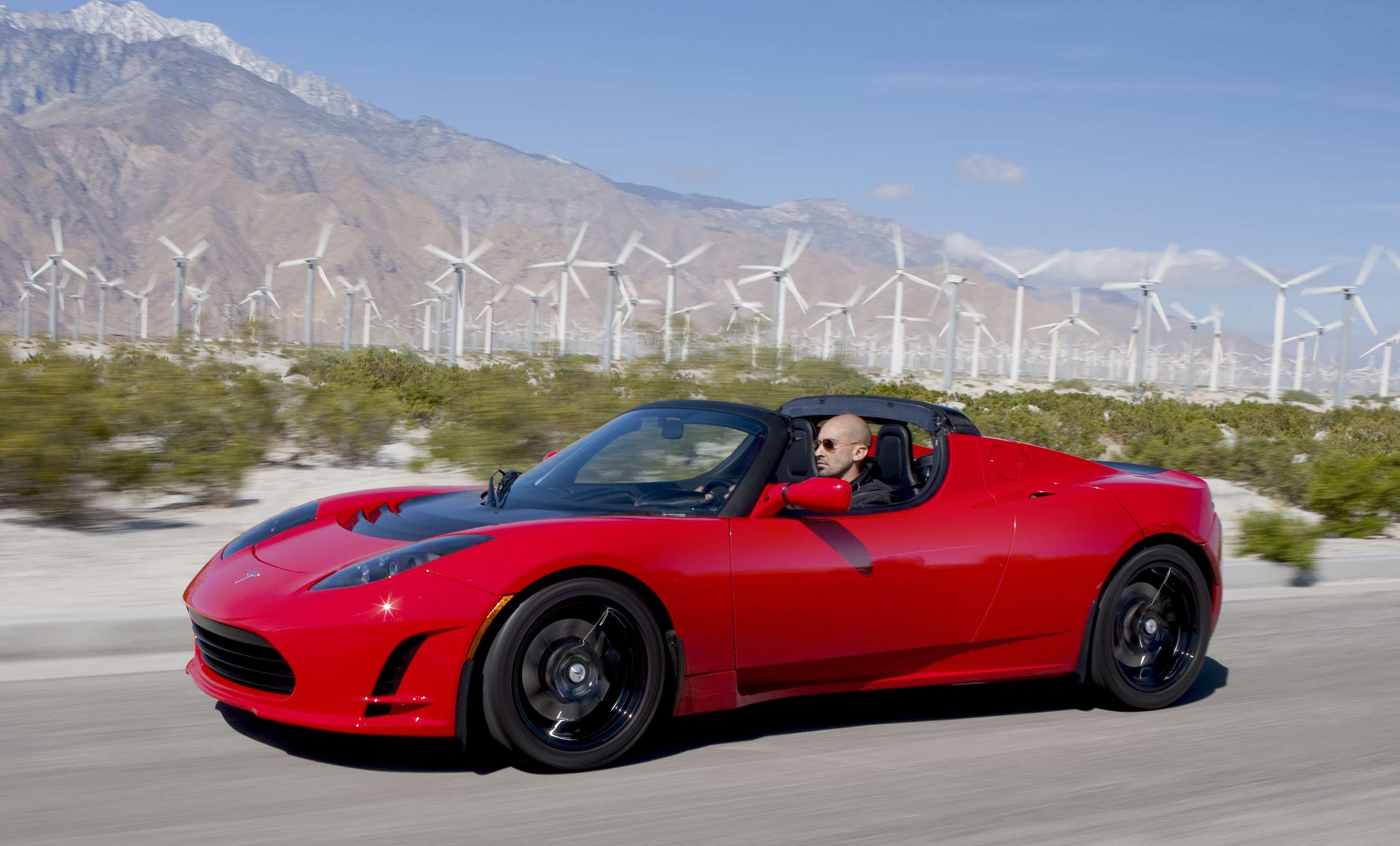
Roadster Sport 2.5 de cuarta generación.

El Tesla Roadster Sport es una versión mejorada del deportivo Tesla Roadster. Tesla comenzó a aceptar pedidos para el Roadster Sport en enero de 2009. Acelera de 0 a 60 millas por hora (97 km/h) en 3,7 segundos, comparado a los 3.9 segundos del Roadster. El precio comenzaba en US$128 500 en Estados Unidos y 112 000 €, excluyendo impuestos en Europa. Las entregas comenzaron en julio de 2009.

### Modelos en producción

#### Tesla Model S

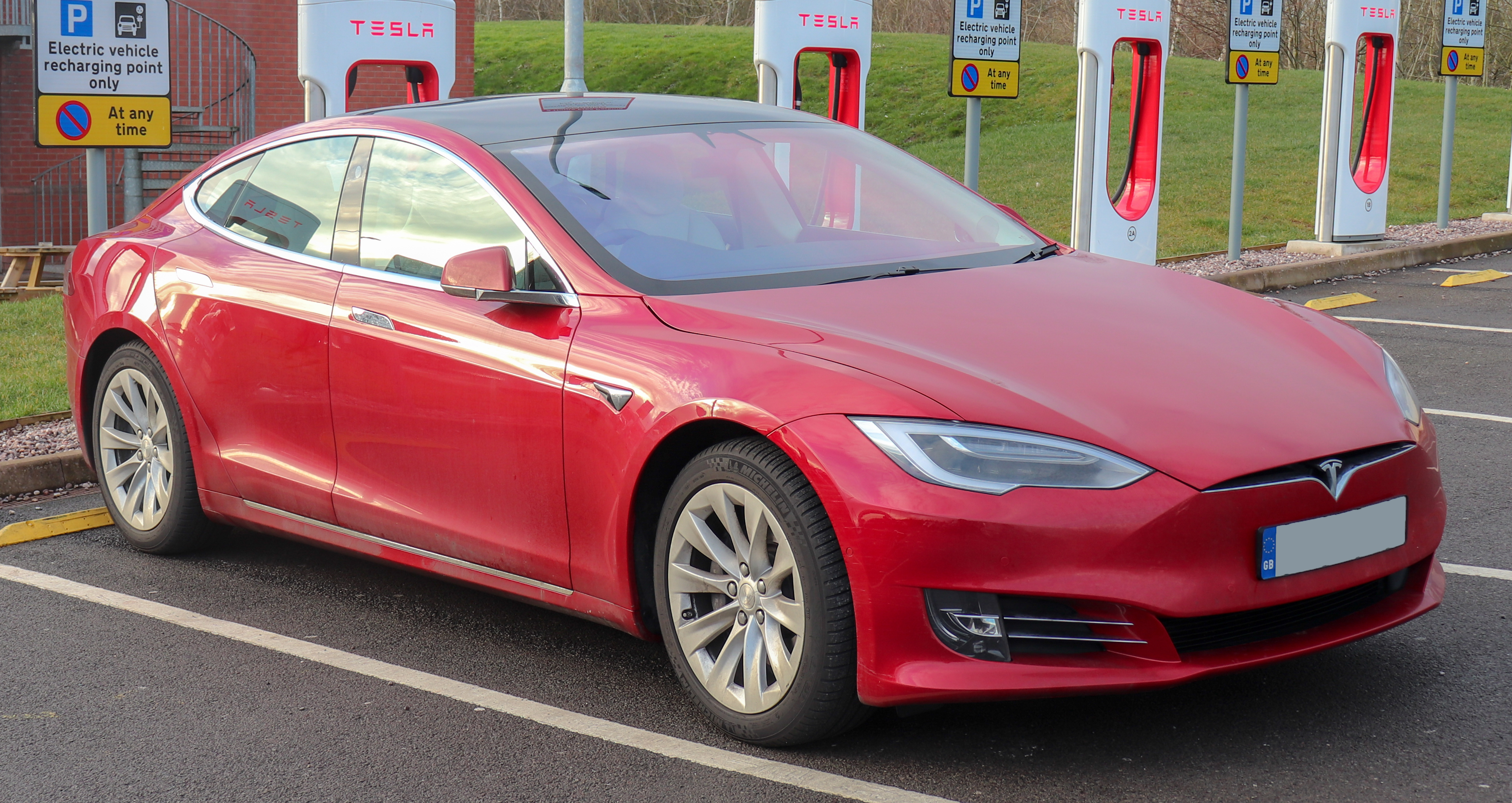
Model S.

El Tesla Model S es un liftback eléctrico fabricado por Tesla Motors, que comenzó sus entregas en julio de 2012. La producción anual es de 50.000 unidades. Puede acomodar a 5 adultos y 2 niños que pueden ir en asientos traseros opuestos a la marcha. Tiene una autonomía entre 338 km y 507 km en ciclo EPA, y una aceleración de 0 a 100 km/h entre 5,8 segundos y 2,3 segundos según versiones.
Los tiempos de recarga varían dependiendo del estado de carga, su capacidad total, el voltaje disponible y el amperaje de la corriente de recarga. Desde un enchufe de 240 V, 20 kW y alto amperaje se puede incrementar la autonomía en 100 km. por cada hora de carga lo que equivale a unas 5 horas para recargar completamente la batería de 85 kWh.
La versión de tracción trasera tiene un motor eléctrico con una caja reductora, mientras que la versión de tracción integral equipa dos motores eléctricos con una caja reductora cada uno. El paquete de baterías es plano y está bajo el coche. Está formado por miles de baterías de iones de litio sumando una capacidad de 60 kWh, 75 kWh, 90 kWh o 100 kWh según versiones. La carrocería es de aluminio reforzada con elementos de acero al boro.
|                                            | 60                       | 75                       | 60D                      | 75D                      | 90D                      | 100D                     | P90D                     | P100D                    |
| ------------------------------------------ | ------------------------ | ------------------------ | ------------------------ | ------------------------ | ------------------------ | ------------------------ | ------------------------ | ------------------------ |
| Autonomía EPA                              | 338 km                   | 376 km                   | 350 km                   | 406 km                   | 473 km                   | 539 km                   | 434 km                   | 507 km                   |
| Potencia máxima*                           | 387 CV                   | 387 CV                   | 524 CV                   | 524 CV                   | 524 CV                   | 524 CV                   | 772 CV                   | 772 CV                   |
| Potencia máxima (batería)**                | 320 CV                   | 320 CV                   | 332 CV                   | 332 CV                   | 422 CV                   | 422 CV                   | 540 CV                   | 613 CV                   |
| 0 a 100 km/h                               | 5,8 segundos             | 5,8 segundos             | 5,4 segundos             | 4,4 segundos             | 4,4 segundos             | 4,3 segundos             | 3,0 2,8 (Ludicrous)      | 2,3                      |
| 0 a 400 metros (¼ milla) (segundos)        | 13,8                     | 13,8                     | 13,5                     | 13,5                     | 12,5                     | 12,5                     | 11,7 10,9 (Ludicrous)    | 10,6                     |
| Velocidad máxima                           | 210 km/h                 | 225 km/h                 | 210 km/h                 | 225 km/h                 | 250 km/h                 | 250 km/h                 | 250 km/h                 | 250 km/h                 |
| Almacenamiento de energía (capacidad útil) | 60 kWh                   | 75 kWh                   | 60 kWh                   | 75 kWh                   | 90 kWh                   | 100 kWh                  | 90 kWh                   | 100 kWh                  |
| Garantía de baterías                       | 8 años, sin límite de km | 8 años, sin límite de km | 8 años, sin límite de km | 8 años, sin límite de km | 8 años, sin límite de km | 8 años, sin límite de km | 8 años, sin límite de km | 8 años, sin límite de km |
| Entra en producción                        | primavera 2016           | primavera 2016           | primavera 2016           | primavera 2016           | verano 2015              | invierno 2016            | verano 2015              | verano 2016              |

- Se refiere a la potencia máxima que pueden desarrollar los motores por separado.

- - Se refiere a la potencia máxima que puede entregar la batería y la potencia máxima que pueden entregar los motores en combinado. La potencia máxima disponible dependerá del estado de la batería, es decir, de su nivel de carga, su temperatura y los "C" (tasa de descarga) disponibles.

El gobierno federal de Estados Unidos subvenciona este vehículo con US$7500 (6440 euros). Adicionalmente algunos estados lo subvencionan con otros US$10 000 hasta un total de US$17 500 (15 026 euros). En Europa el precio sin extras va de 69 840 € a 104 740 € antes de impuestos y subvenciones. En junio de 2015 todos los Tesla Model S habían recorrido una distancia acumulada de 1 000 000 000 millas (1 609 340 000 km).

#### Tesla Model X

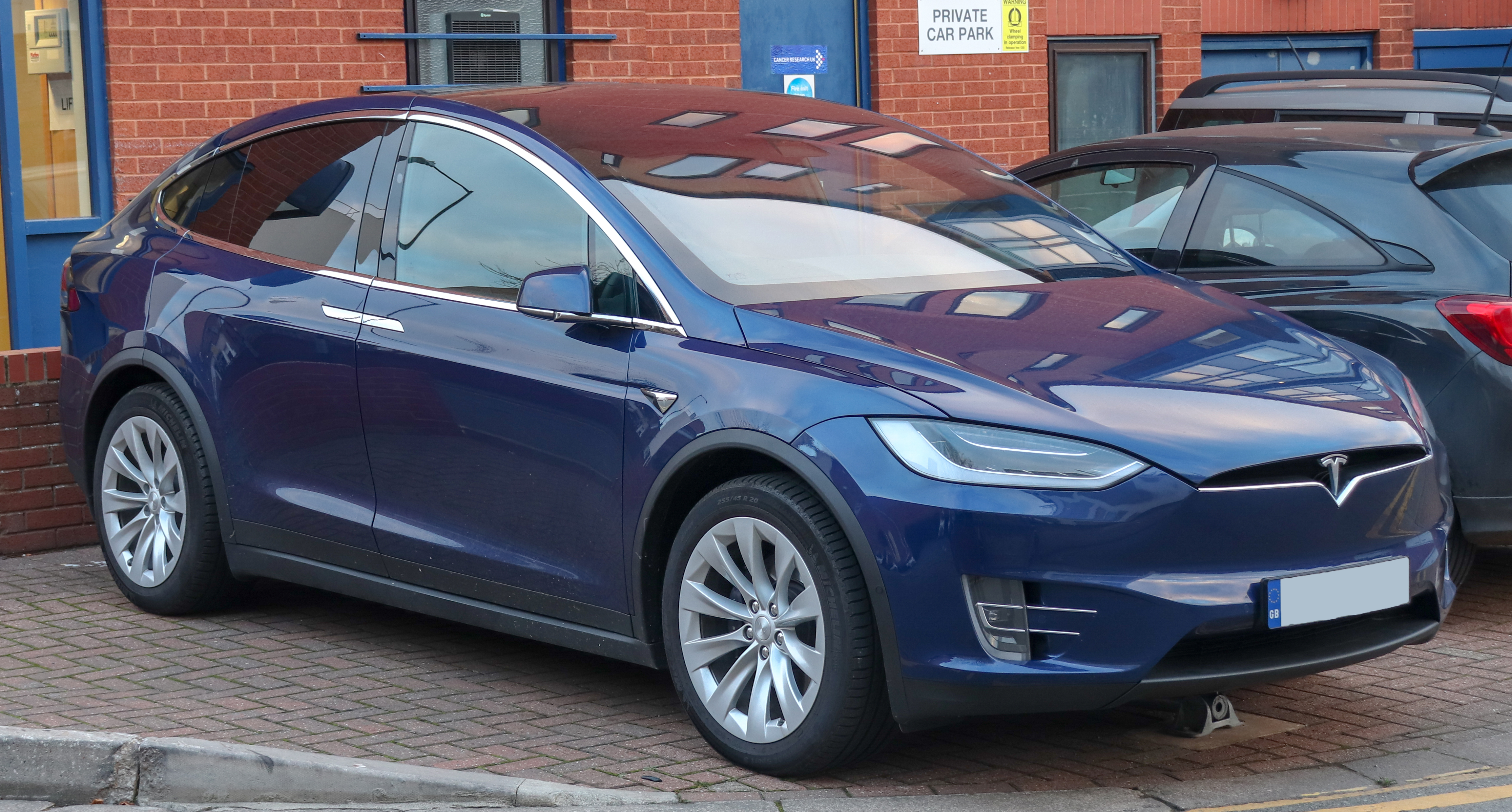
Model X 100D de 2018.

El Model X es una camioneta eléctrico fabricado por Tesla Motors basado en la plataforma del Model S. Inició sus entregas en el mercado estadounidense el 29 de septiembre de 2015. Es una mezcla de monovolumen y SUV (Sport Utility Vehicle) con capacidad para hasta 7 adultos. Usa la misma plataforma que el Model S. Pretende ser más funcional que un monovolumen, más vistoso que un SUV y con más prestaciones que un deportivo. Las puertas traseras son del tipo halcón (Falcon wings) y se abren hacia arriba. Esto permite una mejor accesibilidad a las plazas traseras. El paquete de baterías es plano y está bajo el suelo. La capacidad de la batería es de 60 kWh, 75 kWh, 90 kWh o 100 kWh.
El Model X está equipado con dos motores con una caja reductora de una sola velocidad cada uno, un conjunto en el eje delantero y otro en el trasero, proporcionándole tracción integral All-Wheel Drive. La aceleración de 0 a 100 km/h del modelo base es de 6,2 segundos, mientras que el Model X P100D Sig la tiene en 3,1 segundos con "Ludicrous Mode", siendo el todocamino más rápido del mundo.
El Tesla Model X fue diseñado por Franz von Holzhausen. El chasis, carrocería, motor y almacenamiento de energía son propios de Tesla Motors. Tiene un coeficiente aerodinámico de 0,24 por lo que el Model X es el todocamino más aerodinámico del mercado. El Tesla Model X se presentó en febrero de 2012.
|                             | 60D                      | 75D                      | 90D                      | 100D                     | P90D                     | P100D                    |
| --------------------------- | ------------------------ | ------------------------ | ------------------------ | ------------------------ | ------------------------ | ------------------------ |
| Autonomía EPA               | 322 km                   | 384 km                   | 413 km                   | 475 km                   | 402 km                   | 465 km                   |
| Potencia máxima*            | 524 CV                   | 524 CV                   | 524 CV                   | 524 CV                   | 772 CV                   |                          |
| Potencia máxima (batería)** | 332 CV                   | 332 CV                   | 540 CV                   | 422 CV                   | 540 CV                   |                          |
| 0 a 100 km/h                | 6,2 segundos             | 6,2 segundos             | 5 segundos               | 5 segundos               | 3,4 segundos             | 3,1 segundos             |
| Velocidad máxima            | 210 km/h                 | 210 km/h                 | 250 km/h                 | 250 km/h                 | 250 km/h                 | 250 km/h                 |
| Almacenamiento de energía   | 60 kWh                   | 75 kWh                   | 90 kWh                   | 100 kWh                  | 90 kWh                   | 100 kWh                  |
| Garantía de baterías        | 8 años, sin límite de km | 8 años, sin límite de km | 8 años, sin límite de km | 8 años, sin límite de km | 8 años, sin límite de km | 8 años, sin límite de km |
| Entra en producción         | verano 2016              | verano 2016              | primavera 2016           | invierno 2016            | otoño 2015               | verano 2016              |

- Se refiere a la potencia máxima que pueden desarrollar los motores por separado.

- - Se refiere a la potencia máxima que puede entregar la batería y la potencia máxima que pueden entregar los motores en combinado. La potencia máxima disponible dependerá del estado de la batería, es decir, de su nivel de carga, su temperatura y los "C" (tasa de descarga) disponibles.

#### Tesla Model 3

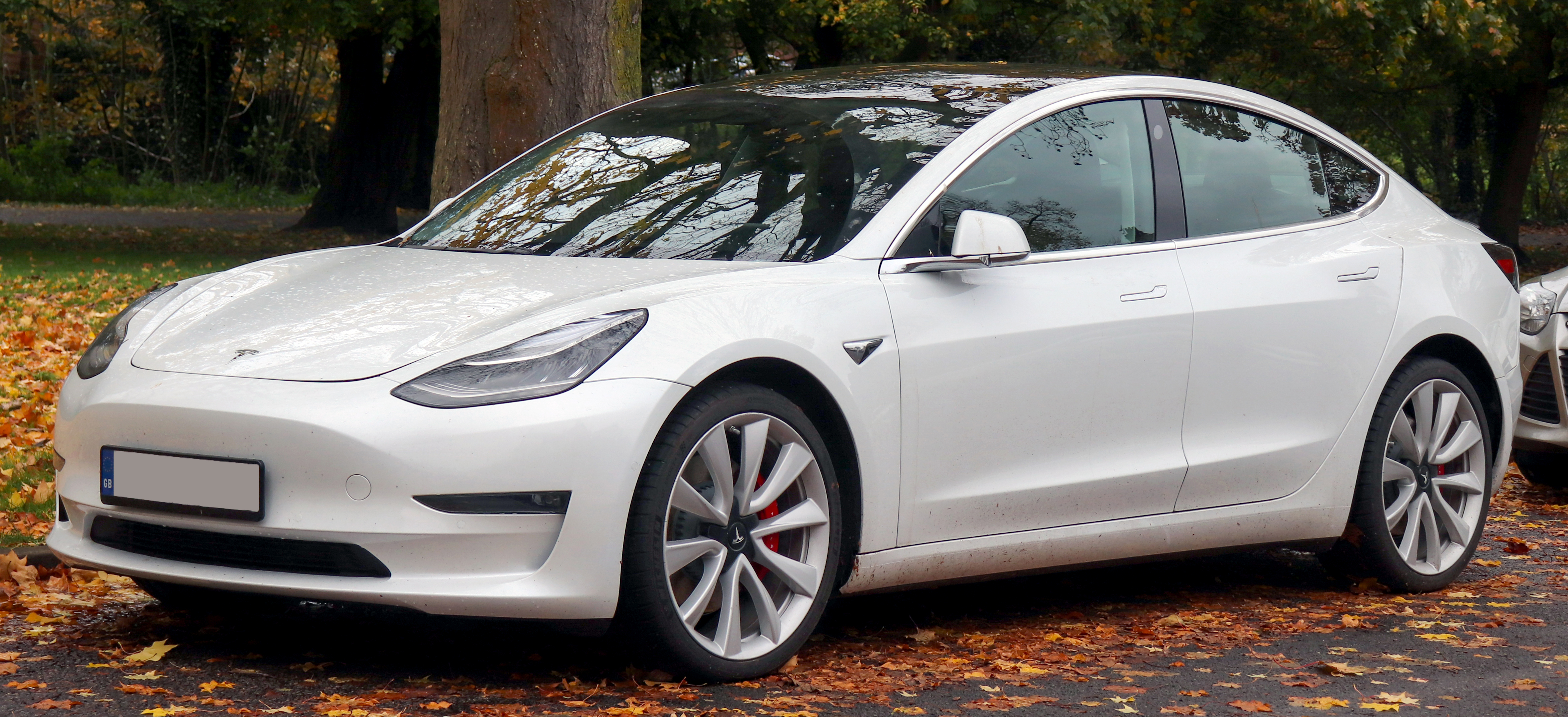
Model 3 Performance AWD de 2019.

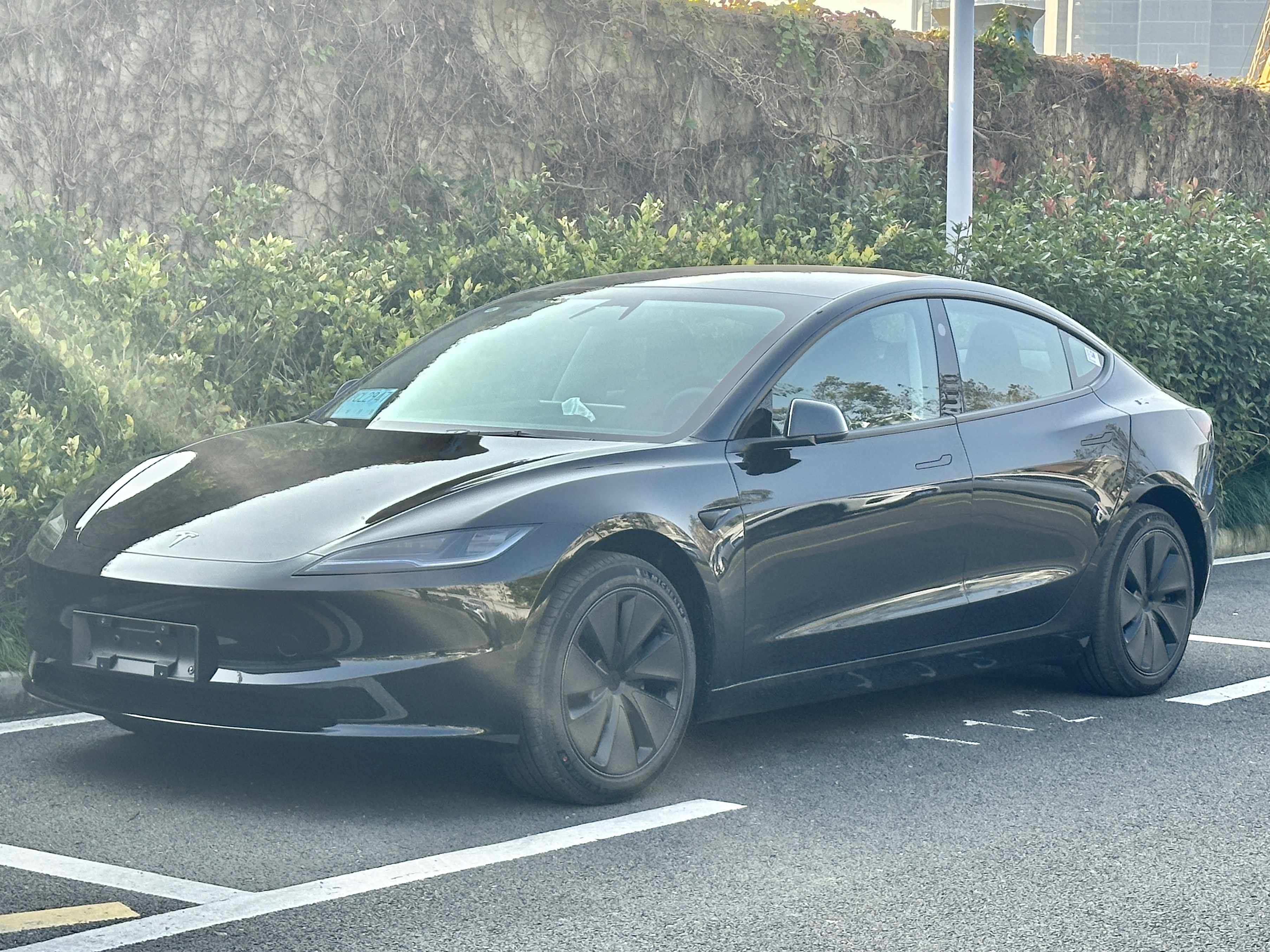
Rediseño de 2023.

El cuarto modelo que Tesla comercializa desde el 28 de julio de 2017 es el Model 3, con un precio base para la versión de acceso de US$35 000. Tiene una autonomía superior a los 354 km según el ciclo EPA. La aceleración de 0 a 97 km/h es de 5,6 segundos en la versión básica.
El modelo básico tiene habilitada la carga rápida (supercharging) y dispone del hardware para la función de conducción asistida Autopilot. Puede llevar cinco pasajeros con comodidad. Tiene un maletero detrás y otro menor delante con una capacidad de carga superior a cualquier otro turismo de sus medidas exteriores. Puede alojar en el interior una tabla de surf de 210 cm. Obtuvo cinco estrellas en todas las pruebas de seguridad y en todas las categorías. Tiene un techo de cristal panorámico.
Al año se fabrican unas 500 000 unidades en la fábrica de Tesla de Fremont, California.
Las baterías de iones de litio son fabricadas en su Gigafábrica 1 de Tesla de Reno, Nevada. Es la fábrica con la mayor superficie en planta del mundo y la segunda en volumen tras la de Boeing en Washington. Fabrica más baterías de iones de litio que el resto de las fábricas del mundo sumadas.
El 31 de marzo de 2016 durante la presentación oficial anunció que ya se habían reservado 115 000 unidades del Model 3. Tesla afirmó que en las primeras 24 horas recibió más de 180 000 reservas, lo que suponía un récord mundial para las ventas de cualquier tipo de producto. En el segundo día las reservas superaron las 232,000. En la primera semana recibió 325 000 reservas. Eso suponía unas ventas futuras de US$14 000 000 000. Tesla afirmó que era el mayor lanzamiento de cualquier tipo de producto realizado en una semana. Tesla entregó 50 658 vehículos en 2015 y 14,820 en el primer trimestre de 2016. Cada reserva implicaba el pago de US$1000 o 1000 € recuperables en caso de cancelación.
Inicialmente el Model 3 debía llamarse Model E pero Ford tenía registrado dicho nombre y se negó a ceder los derechos a Tesla. Tesla lo denominó Model 3 pero escribiendo el número como Model "☰" con tres rayas horizontales al igual que la E de Tesla en su logotipo; de este modo con los diferentes modelos se forma la palabra «SEX» (sexo). Elon Musk registró el nombre Model Y para una futura versión crossover del Model 3. Entonces, se podrá formar la palabra «SEXY» con los cuatro modelos de Tesla.
|                                     | Standard           | (Mid Range)                   | (Long Range RWD)        | Long Range AWD    | Performance       |
| ----------------------------------- | ------------------ | ----------------------------- | ----------------------- | ----------------- | ----------------- |
| Producción                          | marzo de 2019      | octubre de 2018-marzo de 2019 | julio 2017-octubre 2018 | julio 2018-       | julio 2018-       |
| Precio                              | US$35 000          | US$44 000                     | US$44 000               | US$51 000         | US$62 000         |
| Autonomía EPA                       | 354 km             | 425 km                        | 499 km                  | 499 km            | 499 km            |
| Aceleración 0-60 mph                | 5,6 segundos       | 5.6 segundos                  | 5,1 segundos            | 4,5 segundos      | 3,3 segundos      |
| Velocidad máxima                    | 210 km/h           | 201 km/h                      | 225 km/h                | 233 km/h          | 249 km/h          |
| Peso                                | 1611-1704 kg       | 1672 kg                       | 1726-1847 kg            | 1726 kg           | 1847 kg           |
| Motor trasero                       | 211 kW (287 CV)    | 211 kW (287 CV)               | 211 kW (287 CV)         | 188 kW (256 CV)   | 211 kW (287 CV)   |
| Motor delantero                     |                    |                               |                         | 147 kW (200 CV)   | 147 kW (200 CV)   |
| Distribución peso delante/atrás     | 47%/53%            |                               | 48%/52%                 |                   | --/--             |
| Capacidad de batería                | 57 kWh (calculada) | 67 kWh (calculada)            | 80 kWh                  | 80 kWh            | 80 kWh            |
| km cargados en 30 min supercargador | 209                |                               | 274                     | 274               | 274               |
| km cargados en 1 hora 240V 32A      | 96                 |                               | 120                     |                   | --                |
| Garantía de batería                 | 8 años/160 000 km  |                               | 8años/193 000 km        | 8 años/193 000 km | 8 años/193 000 km |

#### Tesla Model Y

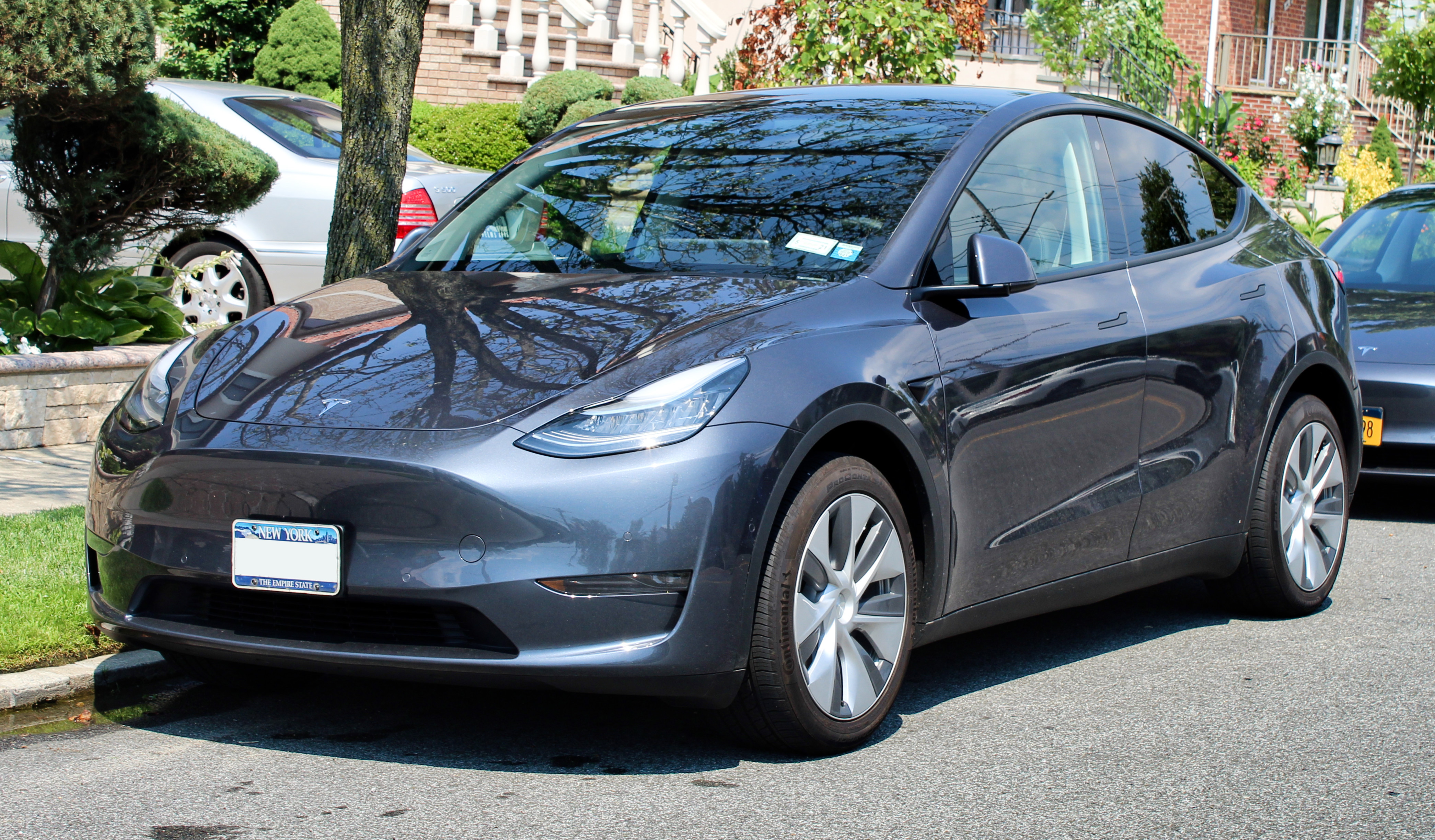
Model Y de 2020.

El Model Y es un crossover eléctrico de batería compacto desarrollado por Tesla Inc. El lanzamiento al mercado fue programado para el otoño de 2020. Fue presentado el 14 de marzo de 2019. La producción comenzó en enero de 2020 y las entregas comenzaron el 13 de marzo de 2020. Estaba previsto iniciar las ventas en Europa a principios de 2021. Las entregas de los vehículos en Europa comenzaron en agosto de 2021
Dispone de 5 a 7 plazas. Tiene uno o dos motores eléctricos y puede contar con tracción a las cuatro ruedas AWD. La aceleración de 0 a 101 km/h se efectúa entre 3,7 segundos y 6,3 segundos. La velocidad punta va de 193 km/h a 241 km/h. Tiene una autonomía de 370 km (Standard Range) a 483 km (Long Range) según el ciclo EPA. Guarda un gran parecido con el Tesla Model 3 con el que comparte un 75% de las piezas.
| Batería                             | Standard range | Long range    | Long range     | Long range    |
| Tracción                            | Trasera        | Long range    | Dual motor AWD | Performance   |
| ----------------------------------- | -------------- | ------------- | -------------- | ------------- |
| Producción                          | --             | --            | --             | --            |
| Precio                              | US$39 000      | US$48 000     | US$52 000      | US$61 000     |
| Autonomía (ciclo EPA)               | 370 km         | 483 km        | 450 km         | 450 km        |
| Autonomía (WLTP)                    | 390 km         | 540 km        | 505 km         | 480 km        |
| Aceleración 0-100 km/h              | 6,3 segundos   | 5,8 segundos  | 5,1 segundos   | 3,7 segundos  |
| Velocidad máxima                    | 193 km/h       | 209 km/h      | 217 km/h       | 241 km/h      |
| Peso (kg)                           |                |               |                |               |
| Motor trasero                       |                |               |                |               |
| Motor delantero                     |                |               |                |               |
| Distribución peso delante/atrás     |                |               |                |               |
| Capacidad de batería (kWh)          |                |               |                |               |
| km cargados en 30 min supercargador |                |               |                |               |
| km cargados en 1 hora 240V 32A      |                |               |                |               |
| Garantía de batería                 |                |               |                |               |
| Disponibilidad en Estados Unidos    | enero de 2021  | marzo de 2020 | marzo de 2020  | marzo de 2020 |

#### Tesla Cybertruck

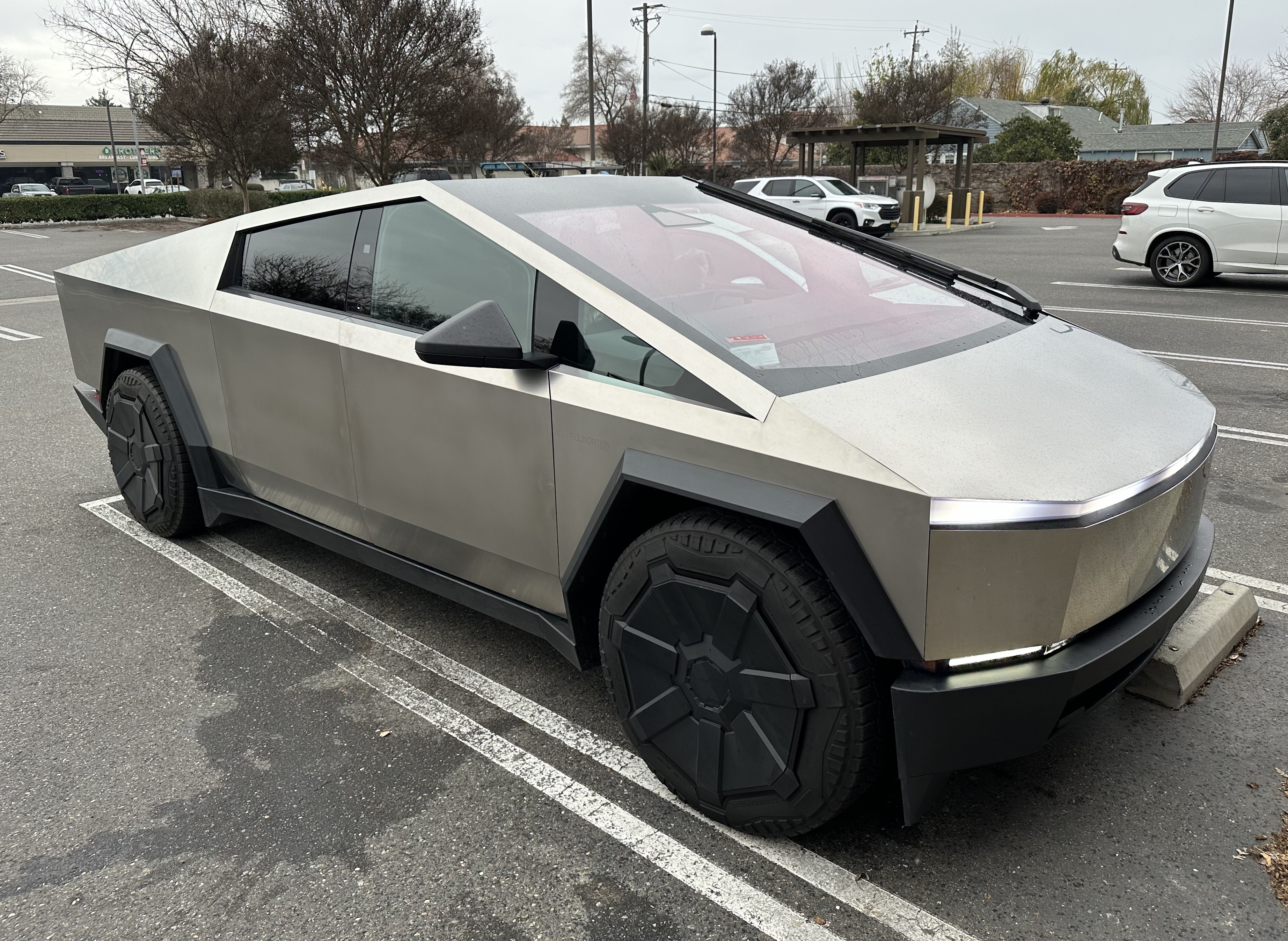

El Cybertruck es una camioneta tipo pickup eléctrica de cuatro puertas y 6 plazas del fabricante estadounidense Tesla Motors presentado en noviembre de 2019. Se anunciaron cuatro versiones con autonomías de 400 a 1000 km y aceleraciones de 0 a 100 km/h entre 2,6 y 6,5 segundos. El objetivo de Tesla con el desarrollo del Cybertruck es proporcionar un sustituto sostenible para los 6500 pickups que se venden cada día en Estados Unidos.
El precio base de la versión de tracción trasera sería de US$39 900 y los modelos con tracción a las cuatro ruedas comenzarán a partir de US$49 900.
Su inicio de ventas estaba previsto para 2023. Se ofrecería en cuatro versiones:
| Modelo                        | Autonomía (EPA)        | Aceleración 0-100 km/h (0-62 mph) | Velocidad máxima   | Carga                 | Capacidad de remolque | Precio    |
| ----------------------------- | ---------------------- | --------------------------------- | ------------------ | --------------------- | --------------------- | --------- |
| Un motor tracción trasera     | > 450 km (280 millas)  | < 6.5 segundos                    | 175 km/h (109 mph) | 1600 kg (3527 libras) | > 3.1 toneladas       | US$39 900 |
| Dos motores tracción total    | > 480 km (298 millas)  | < 4.5 segundos                    | 195 km/h (121 mph) | 1600 kg (3527 libras) | > 4.5 toneladas       | US$49 900 |
| Tres motores tracción total   | > 800 km (497 millas)  | < 2.9 segundos                    | 210 km/h (130 mph) | 1600 kg (3527 libras) | > 6.3 toneladas       | US$69 900 |
| Cuatro motores tracción total | > 1000 km (621 millas) | < 2.6 segundos                    | 225 km/h (140 mph) | 1600 kg (3527 libras) | > 8.2 toneladas       | US$89 900 |

Dos días después de la presentación, Elon Musk anunció en Twitter que se habían realizado 146.000 reservas; 42% dos motores, 41% tres motores y 17% un motor.

#### Tesla Semi

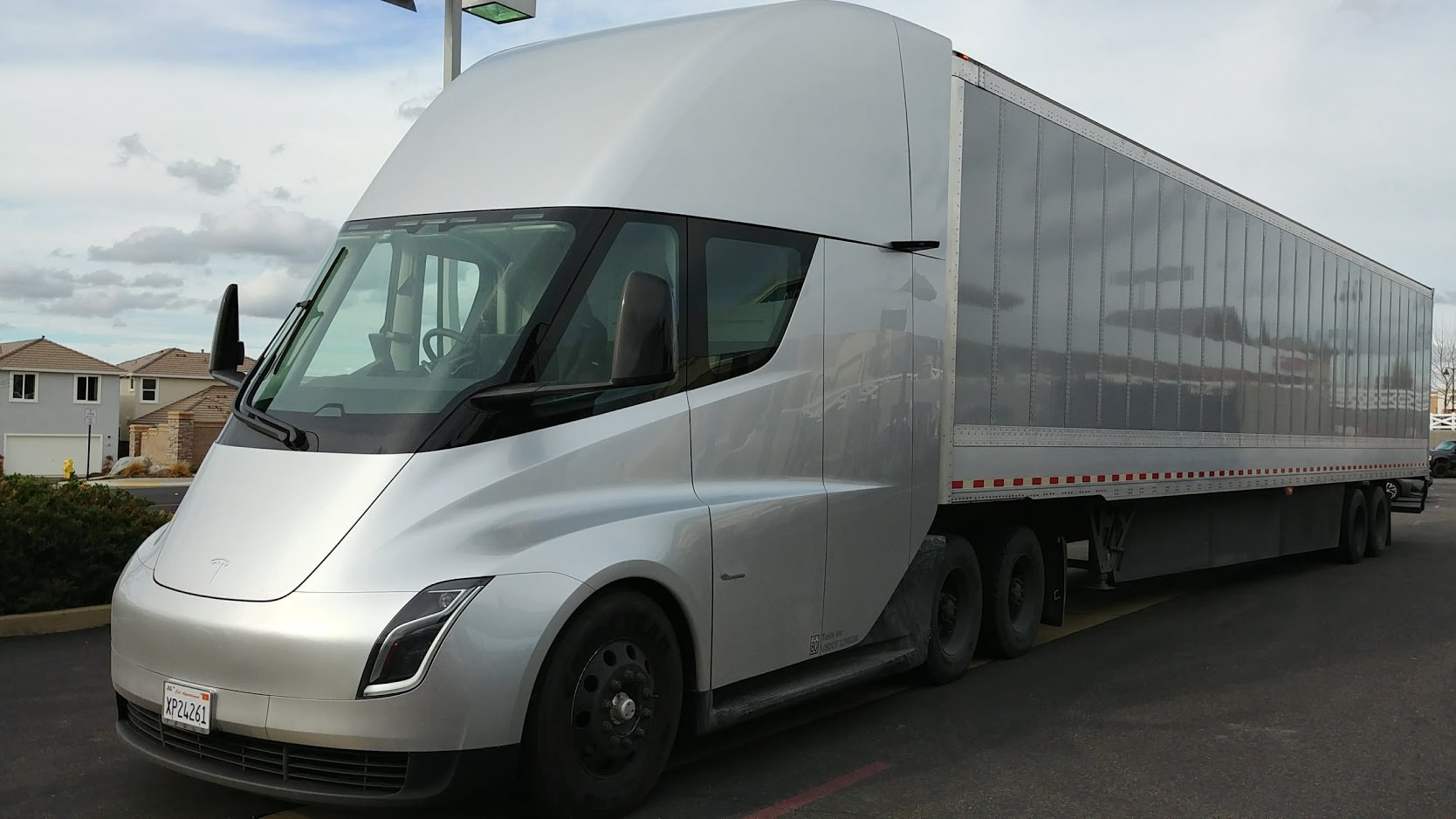
Semi 3.

En noviembre de 2017 Tesla presentó un modelo de camión que puede cargar 36 toneladas. Se anunciaron las primeras entregas para 2019, tras varios retrasos comenzaron en diciembre de 2023. Tiene cuatro motores eléctricos. Acelera de 0 a 100 km/h a plena carga en 20 segundos. Puede subir pendientes del 5% a 105 km/h. Autonomía de 800 km a plena carga. Tiene una garantía de 1,6 millones de km. Cuenta con funciones avanzadas de conducción autónoma y el control electrónico de sus cuatro motores independientes impide el efecto tijera.

### Próximos modelos

#### Tesla Cyberquad

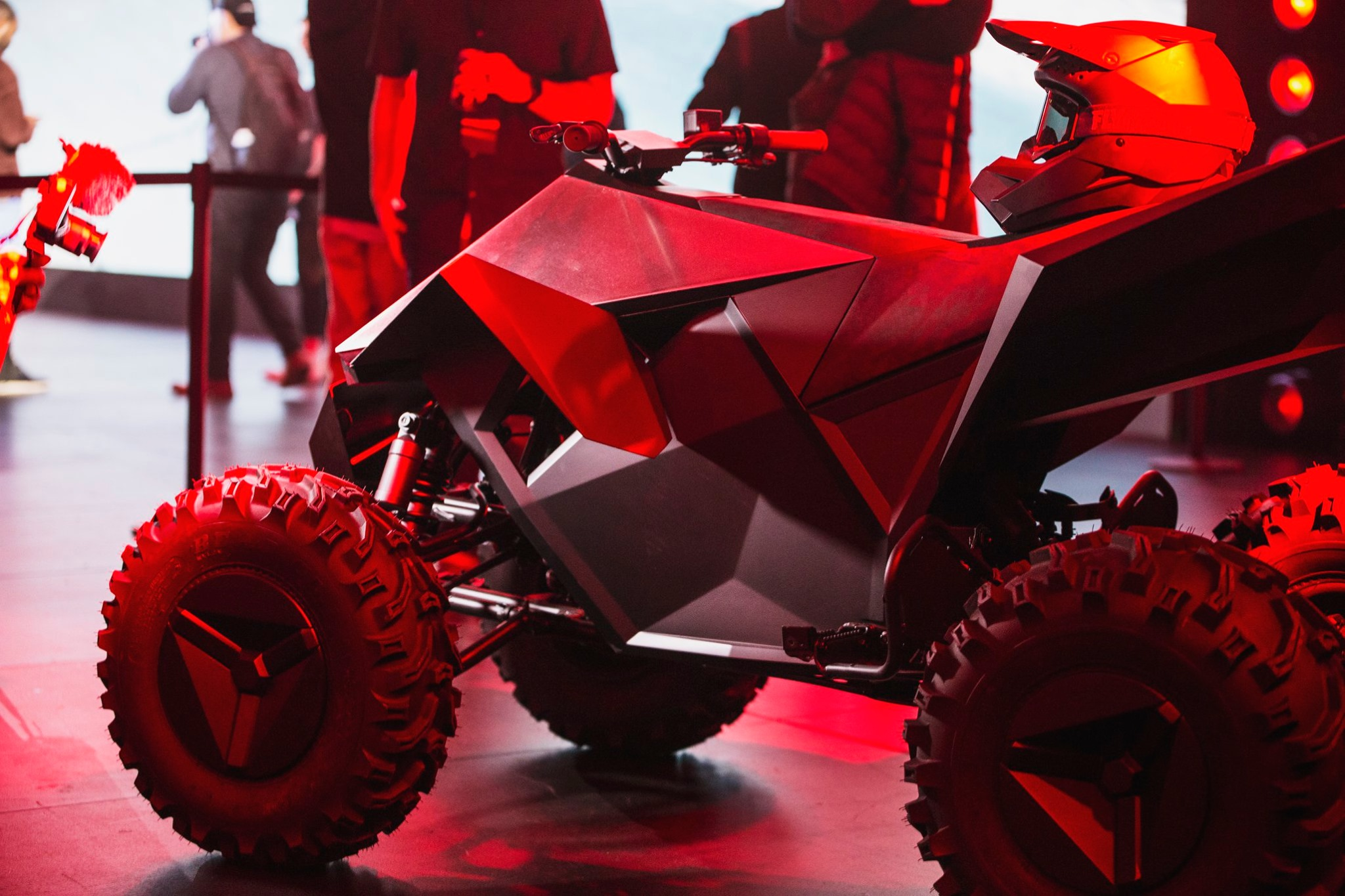
Modelo Cyberquad.

El Tesla Cyberquad es un vehículo todoterreno de cuatro ruedas eléctrico creado por Tesla, Inc., y exhibido en la presentación de Tesla Cybertruck en Hawthorne, California, en el Tesla Design Studio. Al final de la presentación, Elon Musk anunció 'una cosa más', momento en el que se mostró que el ATV estaba cargado en la parte posterior del Cybertruck.
No figura en el sitio web de Tesla a partir del 23 de noviembre de 2019, sin embargo, se menciona en las especificaciones del Cybertruck, mencionando "Espacio para su caja de herramientas, llanta y Cyberquad, con espacio de sobra". El 22 de noviembre de 2019, Elon Musk tuiteó: "El ATV eléctrico Tesla para 2 personas vendrá primero como una opción para Cybertruck". No se mencionó el precio.
La marca comercial "Cyberquad" se registró en noviembre de 2019.

#### Roadster de segunda generación

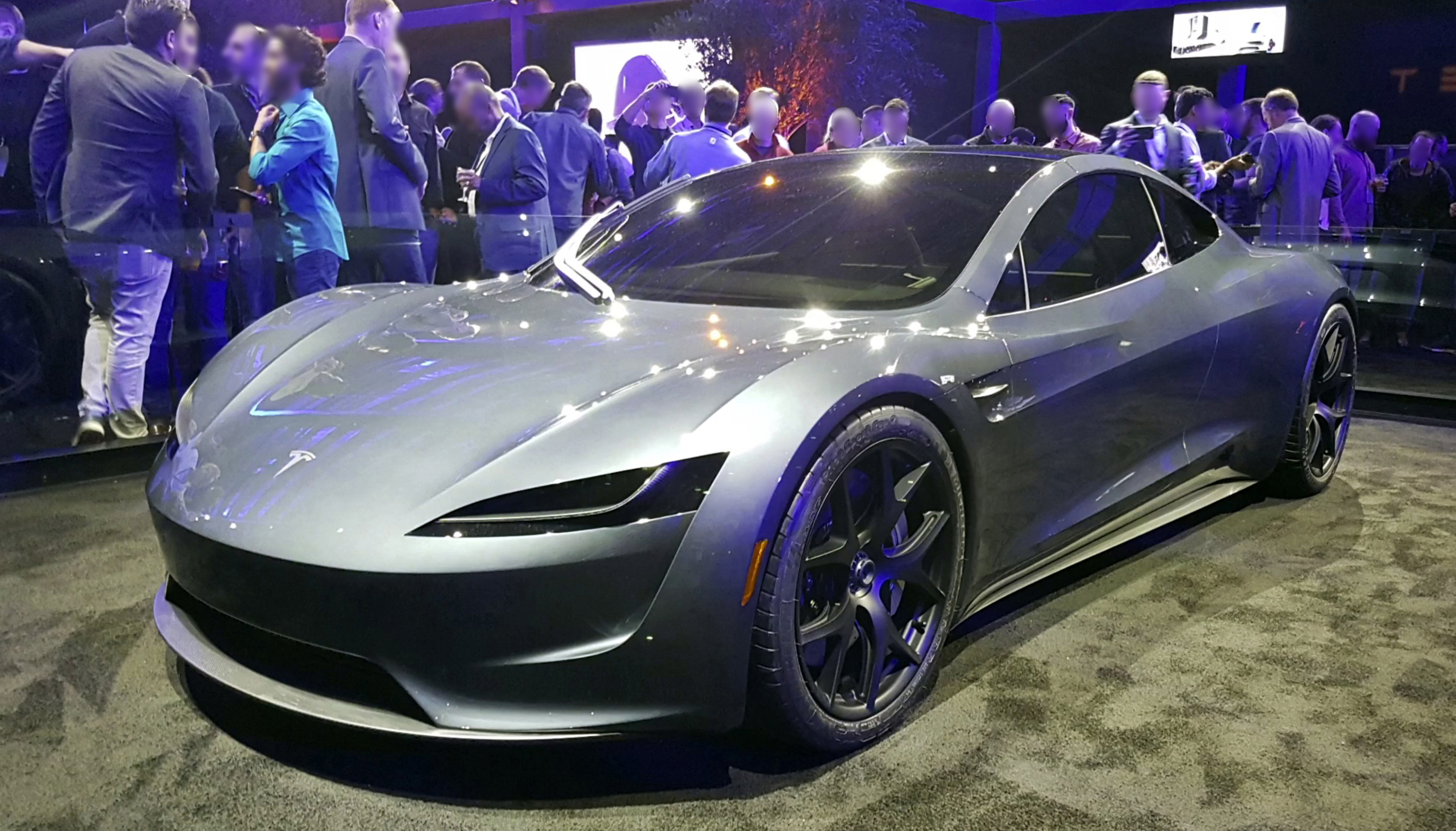
Prototipo Roadster de 2020.

En noviembre de 2017 Tesla presentó una nueva versión del descatalogado Roadster que tiene previsto comercializarse en 2022 (inicialmente la fecha era 2020 pero se ha retrasado). Se trata de un superdeportivo con cuatro plazas. Velocidad punta de 400 km/h. 0-60 millas por hora en 1,9 segundos. 0-100 millas por hora en 4,2 segundos. 1/4 de milla 8,8 segundos. Una batería de 200 kWh que proporciona una autonomía de 1000 km. Tendría un precio de US$200 000.

### Sistemas de almacenamiento

#### Powerwall y Powerpack

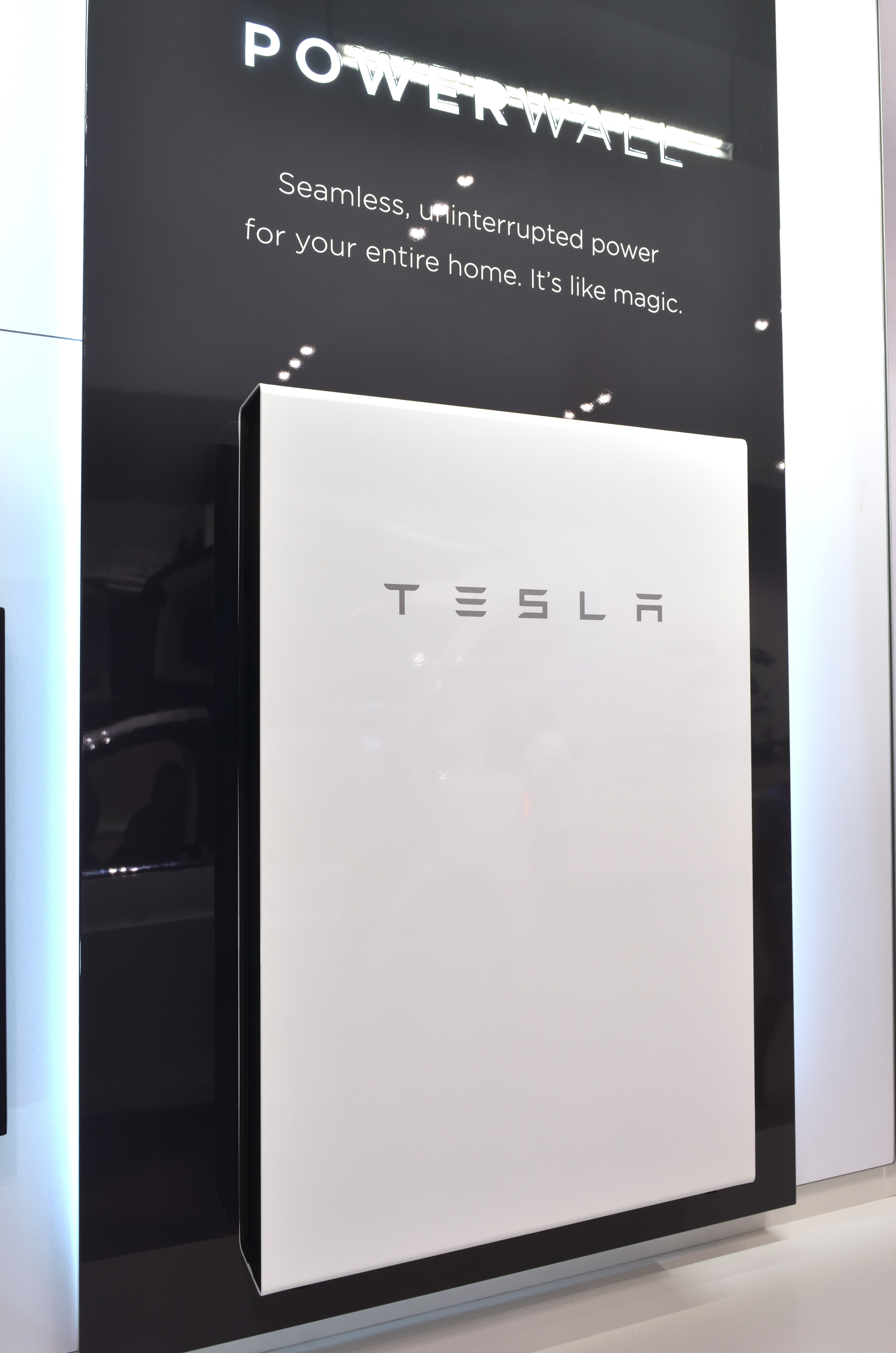
Powerwall 2.

PowerPack.

El 30 de abril de 2015 Tesla presentó dos sistemas de almacenamiento de energía: Powerwall y Powerpack. El Tesla Powerwall es un paquete de baterías de iones de litio usado como respaldo en la red eléctrica de un domicilio y que puede almacenar energía eléctrica proveniente de la generación de energía renovable, como instalaciones solares o eólicas, o almacenar electricidad en horario nocturno cuando la electricidad es más barata. Puede instalarse en exteriores o interiores y no precisa un cuarto cerrado. También permite realizar una instalación eléctrica en lugares remotos sin acceso a la red.
Tesla ofrecía dos capacidades: 7 kWh y 10 kWh. Su precio era de US$3000 y US$3500, respectivamente. Pueden entregar 5 kW de potencia continua y picos de hasta 7 kW. La intensidad suministrada varía desde los 5,8 amperios nominales hasta los 8,6 amperios máximos. Pesan 100 kg y sus dimensiones son 1300 mm x 860 mm x 180 mm. Disponen de un control de temperatura y refrigeración por líquido. El Powerwall no incluye el inversor DC-AC. Tesla diseñó estas baterías de forma modular. Pueden conectarse hasta 9 paquetes para tener una capacidad total de hasta 90 kWh. Tesla ofrece una garantía de 10 años. Para instalaciones más grandes
El 28 de octubre de 2016 Elon Musk presentó el Powerwall 2 con un precio de US$5500. Puede abastecer una casa de 2 dormitorios durante un día y si tiene suficientes paneles solares lo puede hacer indefinidamente.
Tiene una capacidad de 14 kWh (13,5 kWh utilizables).
Puede entregar 5 kW de potencia continua y picos de hasta 7 kW.
Pesa 120 kg y sus dimensiones son 1150 mm x 755 mm x 155 mm.
Dispone de un control de temperatura y refrigeración por líquido.
El Powerwall 2 incluye un inversor interno DC-AC.
Es escalable hasta 9 unidades y tiene una garantía de 10 años.
Se puede montar en interior o exterior, en el suelo o colgado en la pared.
Tesla ofrece el Powerpack de 100 kWh de capacidad y que puede escalarse de forma indefinida hasta alcanzar capacidades de GWh.
El 28 de octubre de 2016 Elon Musk presentó el Powerpack 2 con una capacidad de 210 kWh de capacidad y una salida de 50 kW. Puede escalarse de forma indefinida hasta alcanzar capacidades de GWh.
Se integra directamente en la red eléctrica. En esa fecha Southern California Edison estaba construyendo una instalación de 80 MWh con ese sistema. En Hawái se estaba construyendo otra instalación de 52 MWh.
Tesla liberará las patentes de sus sistemas de almacenamiento de energía siguiendo su política de open source. Las unidades de almacenamiento Powerwall y Powerpack se fabricaron en la fábrica de Tesla en Fremont durante 2015 y en la Gigafábrica 1 de Tesla de Reno, Nevada, desde 2016. Las primeras entregas se realizaron en julio o agosto de 2015.
Según Elon Musk para cubrir la generación de energía sostenible de Estados Unidos se necesitarían solo 160 millones de Powerpacks para un total de 16 000 GWh. Y para todo el mundo se precisarían 900 millones de Powerpacks para un total de 90 000 GWh. Para cubrir la generación de energía, transporte y calefacción de todo el mundo se necesitarían 2 000 millones de Powerpacks para un total de 200 000 GWh.
El 7 de mayo de 2015 ya habían sido reservadas 38 000 unidades de Powerwall y 2 500 unidades de Powerpack, 63 000 unidades Powerwall en total, por un valor total de US$800 000 000. Hasta julio de 2015 ya habían sido reservadas 100 000 unidades de Powerwall (incluyendo las unidades para Powerpack), por un valor total de US$1 000 000 000.
Hasta abril de 2018 Tesla había instalado 373 MWh de almacenamiento por baterías, siendo su mayor proyecto el de 129 MWh en
South Australia que se terminó en 2017.

### Solar Roof
En otoño de 2016 Tesla Motors inició el proceso de fusión con SolarCity, que se dedica a la instalación de paneles solares fotovoltaicos.
El 28 de octubre de 2016 Elon Musk presentó el Solar Roof en un vecindario en el que se había cambiado el tejado tradicional a cuatro casas. Es un sistema de tejas de vidrio que incorporan células fotovoltaicas. Musk destacó que eran bonitas, asequibles y se integraban con la casa proporcionando mejor aislamiento. Ante la caída de objetos pesados presentan una resistencia superior a las tejas de arcilla o de pizarra. Presentó los modelos Textured Glass Tile, Slate Glass Tile, Smooth Glass Tile y Tuscan Glass Tile.
Solar Roof tiene la Gigafábrica 2 de Tesla en Buffalo, Nueva York, Estados Unidos. Musk señaló que Tesla estaba en situación de proporcionar una solución global a las necesidades del ciclo de energía de cualquier familia:
- Generación con SolarCity y Solar Roof.
- Almacenamiento con Powerwall y Powerpack.
- Transporte con Tesla Roadster, Model S, Model X, Model 3 y Model Y.[88]

### Tesla Bot

Robot Optimus.

Tesla Bot, también conocido como "Optimus", es un proyecto de robot humanoide. Fue presentado en agosto de 2021. El presidente Elon Musk afirmó durante el evento que Tesla construiría un prototipo en 2022. Medirá 173 cm de alto, pesará 57 kg, se moverá a una velocidad máxima de 8 km/h, podrá levantar pesos de hasta 68 kilos y transportar objetos de 20 kilos. Será controlado por el mismo sistema de inteligencia artificial que Tesla está desarrollando para sus automóviles. Está diseñado para realizar trabajos peligrosos, repetitivos o aburridos

## Colaboraciones con otros fabricantes

### Mercedes Clase A E-Cell
Como parte de su colaboración con Mercedes-Benz, Tesla fabricó componentes del motor para el coche eléctrico Mercedes-Benz Clase A E-Cell. Tiene una autonomía de 200 kilómetros (124 mi), y un par motor de 290 Nm. El paquete de baterías de 36 kWh contiene unas 4000 baterías de iones de litio. Hasta diciembre de 2011 Tesla Motors vendió a Mercedes 500 paquetes de baterías y cargadores para el programa Clase A E-Cell.

### Mercedes Clase B EV
En el segundo trimestre de 2014 Tesla Motors comenzó la entrega de baterías, motores y sistemas de propulsión para el Mercedes Clase B EV.

### Daimler Smart
A principios de 2008 Tesla comenzó a trabajar con Daimler AG en componentes del motor para el Smart Electric Drive. Hasta diciembre de 2011 Tesla vendió 2100 paquetes de baterías y cargadores para los Smart fortwo eléctricos.
En 2014 Daimler terminó el contrato de suministro con Tesla y vendió sus acciones por US$780 000 000.

### Toyota RAV4 EV
En julio de 2010 Tesla Motors y Toyota firmaron un acuerdo para iniciar el desarrollo de una segunda generación del Toyota RAV4 eléctrico. En el verano de 2012 el vehículo se comenzó a vender por US$51 000. Tesla tiene un contrato de US$100 000 000 para suministrar motores eléctricos, componentes de electrónica de potencia, paquetes de baterías de iones de litio, cajas de cambios de una marcha y software. Estos componentes son similares a los del Tesla Model S. La velocidad máxima es de 100 millas por hora (161 km/h). La aceleración de 0 a 60 millas por hora (97 km/h) es de 7 segundos. La autonomía normal es de 100 millas (161 km). Las actividades de Tesla Motors en relación con el programa RAV4 finalizaron en el tercer trimestre de 2014.

### Freightliner Custom Chassis
Freightliner Custom Chasis es una filial de Daimler AG que fabrica chasis para posteriormente ser carrozados como furgonetas de reparto. Tiene una versión eléctrica MT E-CELL All-Electric Delivery Van con un motor de 120 kW que dispone de una autonomía de hasta 100 millas (161 km). La batería se recarga totalmente entre 6 y 8 horas. Alcanza una velocidad de 65 millas por hora (105 km/h). Puede ahorrar en combustible hasta US$15 000 (12 879 euros al cambio de hoy) al año en comparación con furgonetas similares. Tesla Motors les proporciona el paquete de baterías, motor, electrónica de potencia y software.

## Sede

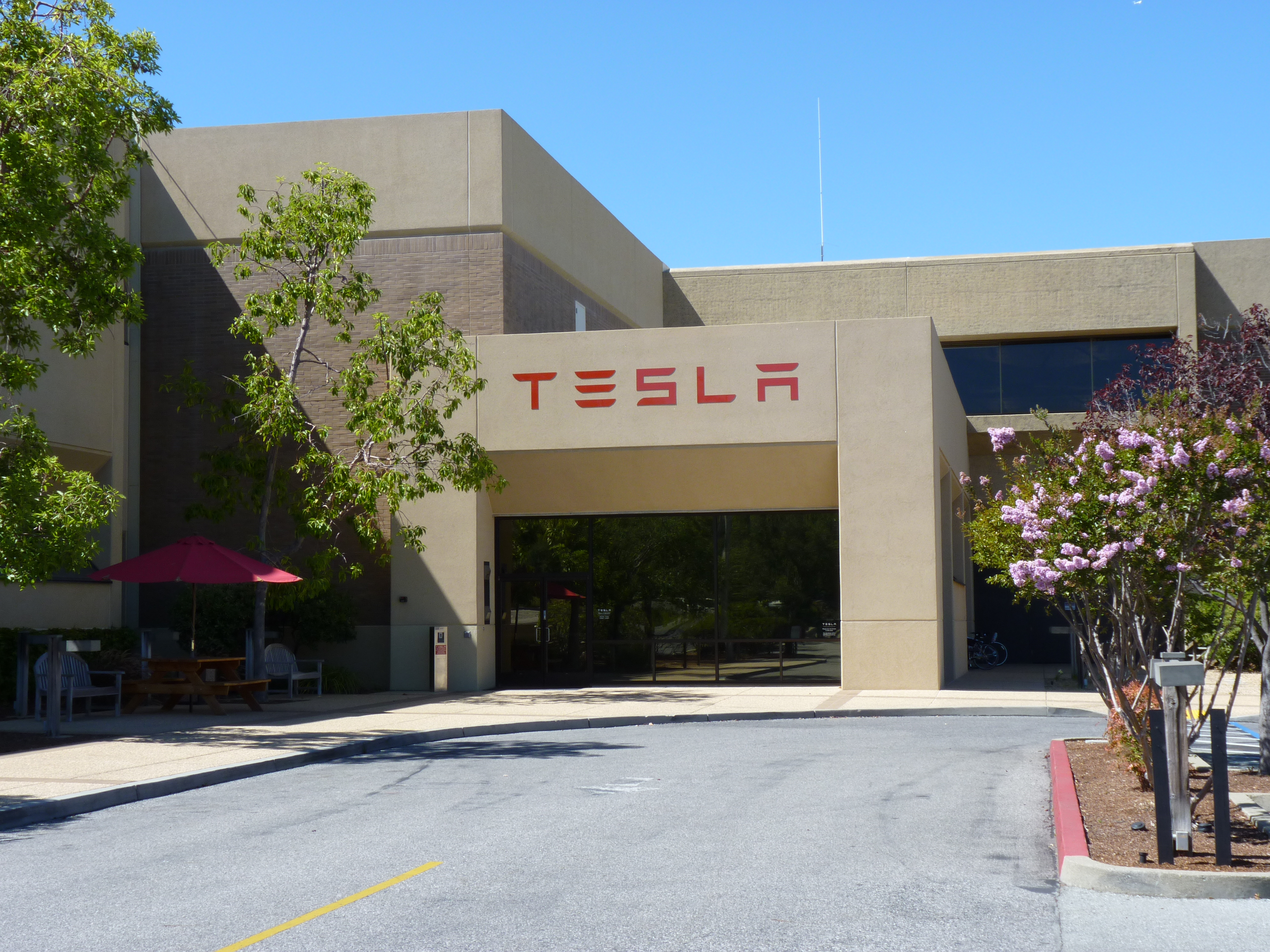
Sede de Tesla Motors en Palo Alto, California

Tesla Motors tiene la sede en Palo Alto, California. Centraliza los departamentos de investigación y desarrollo. Allí realiza prototipos y pruebas de baterías, motores, electrónica de potencia y software. Tiene 350 000 pies cuadrados (32 516 m²) y está alquilada a Tesla Motors. En Hawthorne, California, está alquilado en unas instalaciones de 132 250 pies cuadrados (12 286 m²) dedicadas a ingeniería y servicios de diseño. En Maidenhead, Reino Unido, está alquilado en unas instalaciones de 8870 pies cuadrados (824 m²) dedicadas a administración, ventas, servicio y publicidad.

## Fábricas

### Fábrica de Freemont

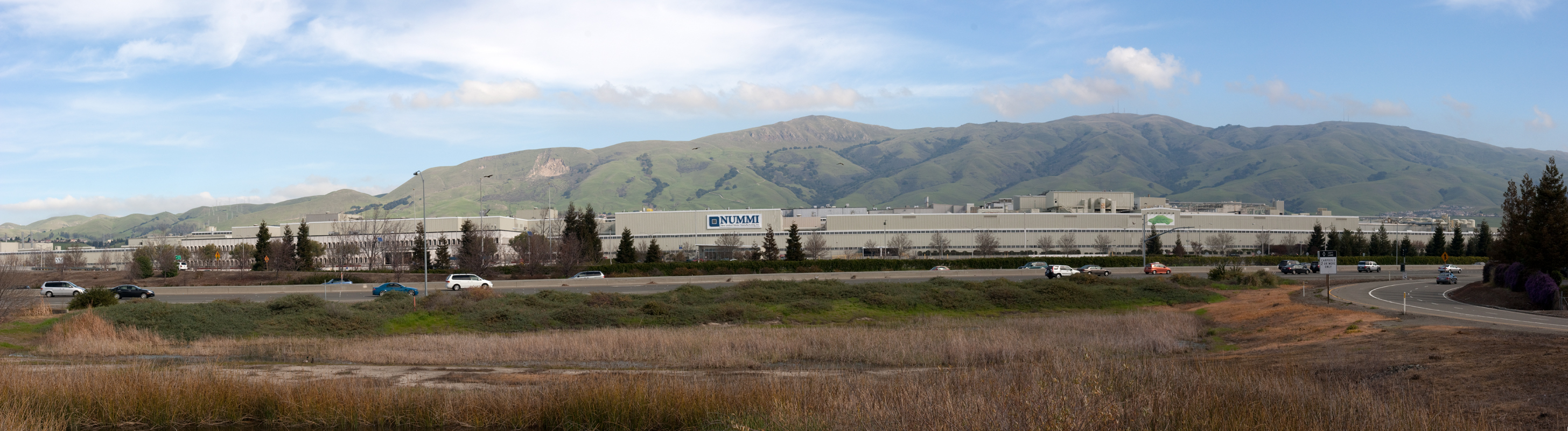
Fábrica de Tesla en Fremont, California.

La fábrica está en Fremont (California). Originalmente fue de General Motors que la cerró en 1982. En 1984 fue reabierta y operaba conjuntamente por Toyota y General Motors. Se la conocía como NUMMI (New United Motor Manufacturing Inc.). La planta funcionó durante 25 años produciendo 8 millones de vehículos hasta que GM se retiró en 2009. La producción del Toyota Corolla en Norteamérica se trasladó a Cambridge, Ontario, Canadá. Hasta mayo de 2010 NUMMI fabricó una media de 6000 vehículos a la semana.
Tesla Motors tomó posesión de la planta el 19 de octubre de 2010. y la abrió el 27 de octubre. El 22 de junio de 2012 se entregó el primer Model S en una presentación especial en la fábrica. En 2010 Tesla compró la mayoría de las plantas de fabricación por US$42 000 000, incluyendo las prensas de carrocería y las máquinas de inyección de plástico. Tesla Motors compró a NUMMI y Toyota con notables descuentos más de US$17 000 000 de equipos de fabricación y piezas. El gobierno de Obama concedió un préstamo federal de US$465 000 000 con el que la compañía comenzó a reacondicionar la fábrica.
En la fábrica Tesla Motors realiza el corte y prensado de chapa, la inyección de plástico, el ensamblado de carrocería, la pintura, la fabricación de paquetes de baterías, el montaje final y la prueba de control de calidad. La mayor parte de las piezas estampadas y de aluminio y más del 90% de las piezas de plástico del Model S se producen en la planta. En la planta se fabrican más piezas del Model S que las que se hacían para el Toyota Corolla que se producía anteriormente en la fábrica. El Tesla Model S tiene más de 2000 piezas que se compran a más de 200 fabricantes externos. Las paredes y el suelo de la fábrica se pintaron de blanco y se instalaron muchos lucernarios en los techos para conseguir más luz natural.
En junio de 2012 Tesla Motors empleaba a más de 2 000 trabajadores. En junio de 2015 tenía 12 000 empleados. A 30 de septiembre de 2014 ninguno de sus empleados pertenecía a ningún sindicato. La planta tiene 210 acres (849 841 m²).

### Fábrica de Nevada

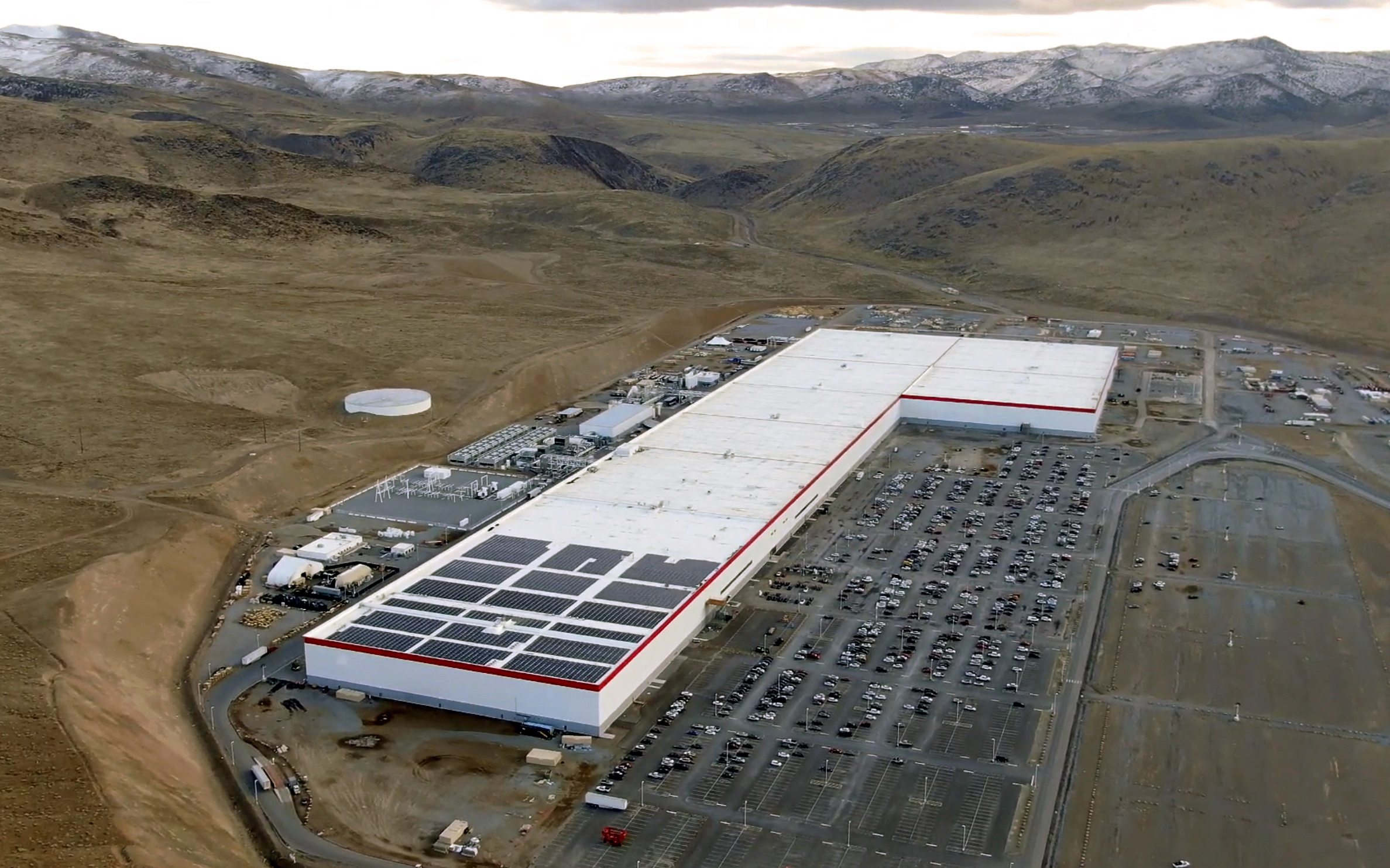
Gigafábrica 1 de Tesla en diciembre de 2019

Es una fábrica de baterías de iones de litio que se comenzó a construir en Reno, Nevada en septiembre de 2014. Comenzó la producción en 2017 y estará a pleno rendimiento en 2019.

#### Descripción

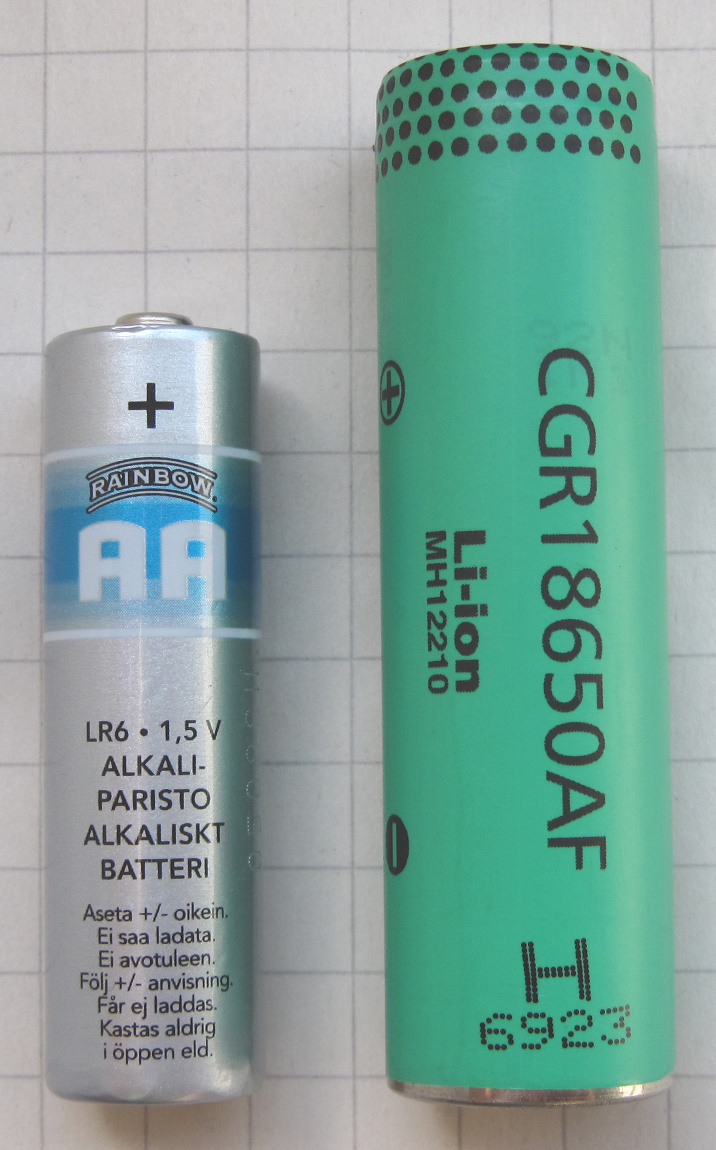
Baterías de iones de litio.

El coste de construcción será de unos US$5 000 000 000. Cuando la fábrica esté a pleno rendimiento, Tesla Motors espera obtener una reducción del 30% en el coste de producción de sus baterías para coches eléctricos. Para 2020 esperaban producir baterías para 500 000 coches al año. Los modelos equipados con las baterías producidas en la Gigafábrica 1 de Tesla serían el Model S, Model X y Model 3.
Dará unos 6,500 empleos directos y unos 16,000 indirectos. La contratación será principalmente para personas del estado de Nevada y especialmente veteranos de guerra. El estado de Nevada tenía una población en 2012 de 2 758 931 habitantes. En 2010 la ciudad de Reno tenía 225 221 habitantes. El gobernador de Nevada Brian Sandoval dijo en septiembre de 2014 que el impacto de la Gigafábrica 1 en Nevada sería de US$100 000 000 000 en 20 años. Cuando esté en funcionamiento supondrá un 4% del PIB del estado de Nevada. El gobernador esperaba un retorno de US$80 por cada dólar invertido por el estado de Nevada en los incentivos a la Gigafábrica 1.
El director de tecnología de Tesla JB Straubel dijo que la Gigafábrica 1

‘doubling the worldwide capacity in a single factory and reinventing the supply chain.‘
‘doblará la capacidad mundial (de producción de baterías de iones de litio) en una única fábrica y reinventará la cadena de suministro.’

En la planta se producirán un total de 35 GWh en células de iones de litio para las necesidades de la fábrica de Tesla en Fremont y 15 GWh de células de iones de litio para paquetes de baterías estacionarios (para su uso en edificios). Elon Musk dijo que la fábrica tendría una forma de diamante orientada al norte para ubicar mejor los paneles solares de la cubierta, reducir el movimiento de tierras y localizar con facilidad todos los componentes y equipos por GPS. La fábrica será autosuficiente energéticamente. Producirá su electricidad con energía solar fotovoltaica y otras energías renovables como la eólica o geotérmica. Tratará de minimizar el impacto medioambiental. La planta también reciclará paquetes de baterías usadas.

#### Ubicación
Está en el Reno Tahoe Industrial Center en 2641 Portofino Drive, Reno, Nevada, Estados Unidos. Ocupa una superficie de 929 030 metros cuadrados. La distancia entre la fábrica de Tesla en Fremont (California) y Reno, Nevada es de unos 330 km. El 3 de septiembre de 2014 el gobernador de Nevada Brian Sandoval y Elon Musk anunciaron que la ubicación de la Gigafábrica 1 estaría en Nevada.

### Fábrica de Nueva York
Es una fábrica de paneles solares alquilada por Tesla en Búfalo, Nueva York, Estados Unidos. La fábrica es propiedad del Estado de Nueva York y fue construida en los terrenos de una antigua acería entre 2014 y 2017.
En 2013 los terrenos de la Gigafábrica 2 fueron planificados como un centro de incubación de negocios de energía limpia. SolarCity adquirió Silevo en 2014 y se fusionó con Tesla dos años después. En asociación con Panasonic la fábrica comenzó fabricando módulos fotovoltaicos en 2017 usando células fotovoltaicas importadas de Japón. Empezó su producción comercial de módulos en 2017. En 2018 SolarCity comenzó a fabricar células solares individuales.
Tras el inicio de la Gigafábrica 1 de Tesla cerca de Reno, Nevada en 2016, Tesla comenzó a referirse a la Gigafábrica SolarCity como Gigafábrica 2.

### Fábrica de Shanghái
Es una fábrica de Tesla en Shanghái, China. Ensambla vehículos eléctricos para el mercado chino y de otras partes del mundo, aumentó la producción semanal de la planta a 22 mil vehículos, lo que traduce 1.1 millones anuales.
Produce baterías y vehículos Model 3 y Model Y con una producción inicial de 250 000 coches al año.
La construcción comenzó en diciembre de 2018 con el vallado y las oficinas.

### Fábrica de Berlín
La construcción se inició a principios de 2020 y se terminó en agosto de 2021. En octubre fue su apertura y se espera que comience a producir en noviembre o diciembre. Comenzará produciendo el model y llegando a las 5.000 unidades por semana. Después ampliará a 10.000 unidades por semana y también producirá el modelo 3. Además producirá baterías de iones de litio para powerpak y powerwall.
La inauguración estuvo a cargo de Elon Musk, entregando personalmente las primeras 30 unidades terminadas a sus compradores. Todo ello bajo la mirada del canciller Olaf Scholz y el ministro de economía Robert Habeck, quienes acudieron en representación del gobierno alemán.

### Fábrica de Austin
En julio de 2020 se anunció que se construirá en Austin, Texas.
La construcción comenzó en julio de 2020. Las primeras entregas de modelos construidos en la fábrica se hicieron en una fiesta de inauguración llamada “Cyber Rodeo” el 7 de abril de 2022.

### Fábrica de Monterrey
En marzo de 2023 se anunció oficialmente la construcción de una nueva fábrica en Monterrey, Nuevo León, México.

## Centros de servicio

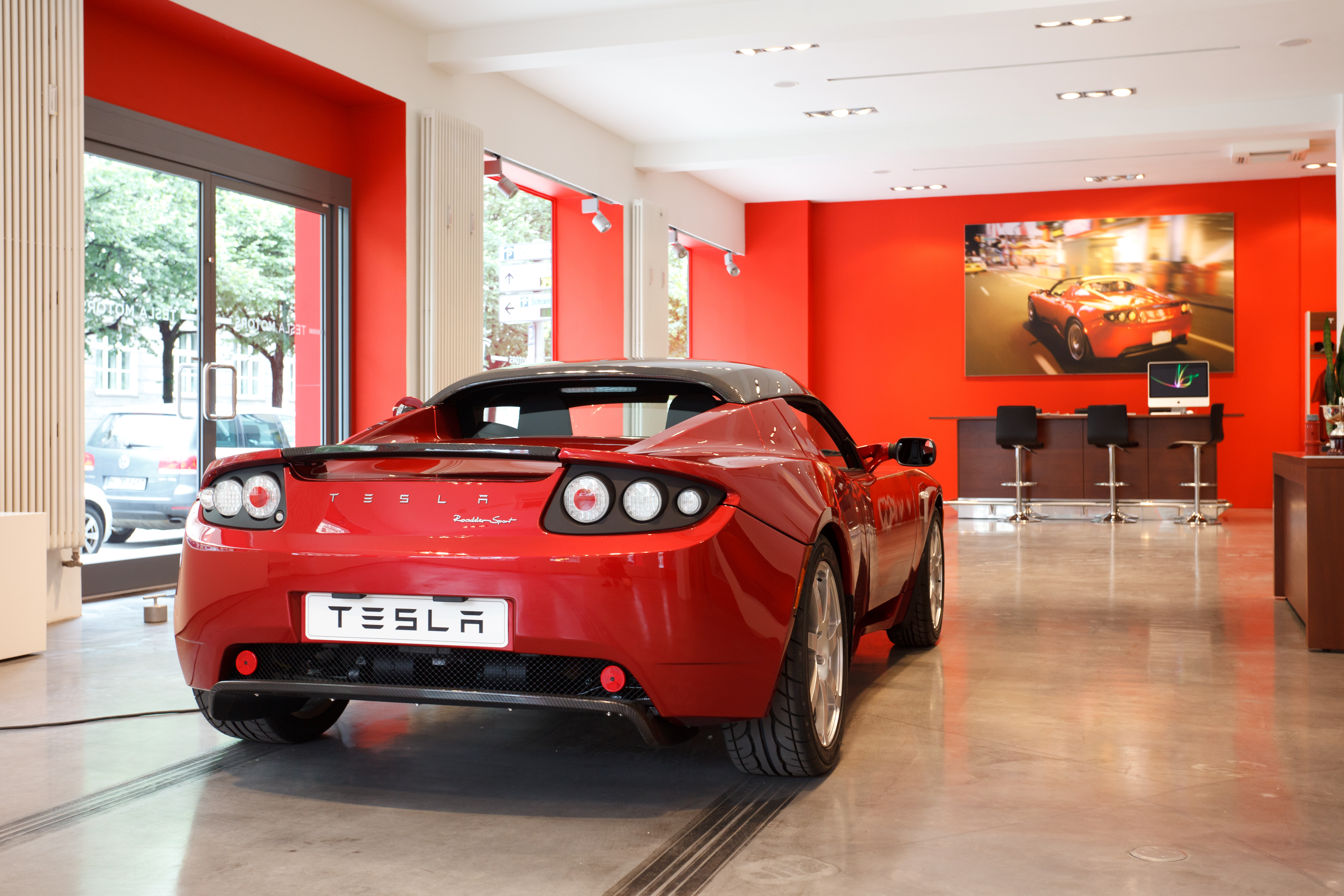
Tesla abrió en septiembre de 2009 un concesionario en Múnich, Alemania.

Tesla Motors tiene concesionarios propios. En julio de 2010 Tesla contrató al ejecutivo George Blankenship como vicepresidente de diseño y desarrollo de concesionarios. Antes había trabajado en Apple y Gap. La mayoría de tiendas Tesla tienen un taller adjunto. En algunos mercados Tesla instalará tiendas y talleres separados.
Tesla ofrece un servicio a domicilio llamado Tesla Rangers en el que le carga al cliente un precio fijo por kilómetro de desplazamiento. Los propietarios de un vehículo Tesla pueden enviar datos de diagnóstico a través de telefonía móvil o en una tarjeta de memoria. Esto permite diagnosticar y reparar muchos problemas antes de mirar el vehículo físicamente. Cuando es necesario un mantenimiento o reparación el cliente pide una cita en un taller Tesla. Los Tesla Rangers pueden realizar bastantes reparaciones en sus desplazamientos, como revisiones anuales, actualizaciones de software y firmware, cambio de módulos electrónicos y algunos componentes mecánicos. Si la reparación es mayor y requiere un elevador el vehículo se lleva al taller Tesla más próximo.
En 2012 Tesla tenía Service Centers y/o Service Rangers en Chicago, Copenhague, Dania Beach, Denver, Eindhoven, Hong Kong, Los Ángeles, Menlo Park, Milán, Múnich, Newport Beach, New York, Oslo, París, Seattle, Sídney, Tokio, Toronto, Washington D. C., Londres y Zúrich.
En marzo de 2018 disponía de 339 tiendas y centros de servicio en todo el mundo.

## Tecnología de recarga

### Supercargadores

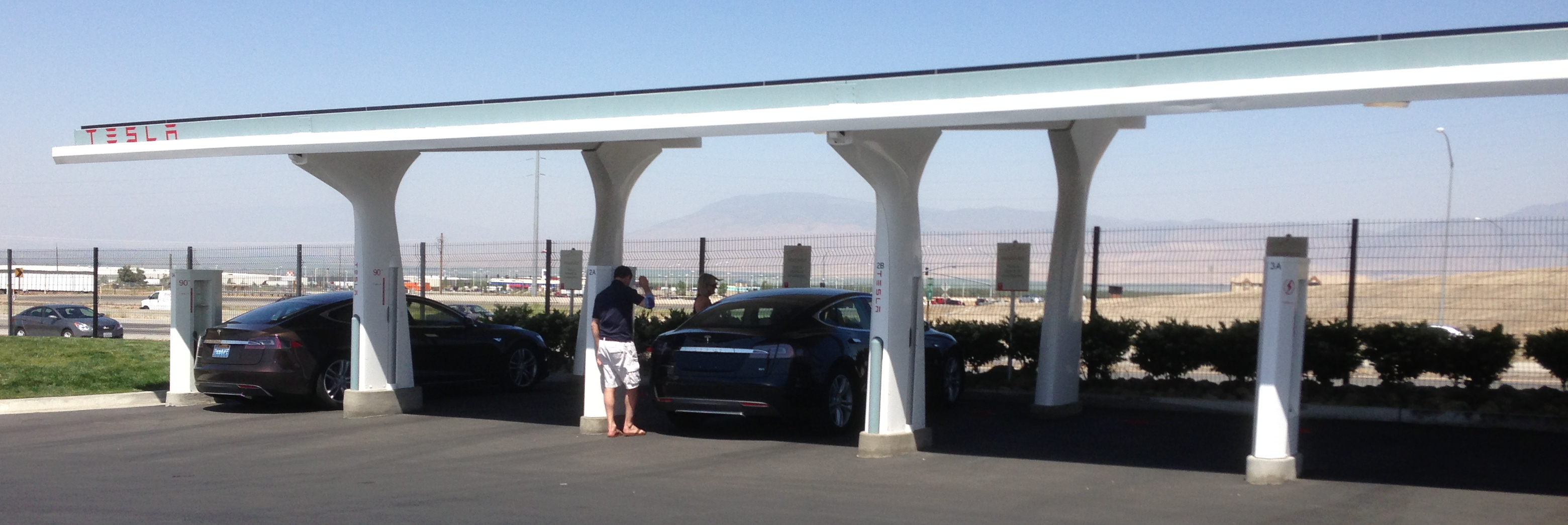
Estación de carga alimentada mediante energía solar fotovoltaica mediante paneles instalados en la cubierta.

El 25 de septiembre de 2012 Tesla presentó sus estaciones de recarga rápida (superchargers) en corriente continua. Tesla las instala en las áreas de descanso de las carreteras para que mientras el conductor descansa el coche se recargue. En cada ubicación se instalaban varios postes de carga con una potencia máxima de 120 kW compartida para cada dos postes.
Estas recargas fueron gratis para todos los primeros Tesla Model S y Model X de forma indefinida. El 24 de abril de 2014 Tesla puso en servicio su estación de carga rápida número 100. En abril de 2014 Tesla tenía 14 supercargadores en Europa. En abril de 2016 Tesla tenía operativas 617 estaciones de recarga rápida con 3652 puestos de recarga.
El 4 de noviembre de 2017 Tesla tenía operativas 1032 estaciones de recarga rápida con 7320 puestos de recarga.
En abril de 2018 Tesla tenía operativas 1205 estaciones de recarga rápida con 9300 puestos de recarga.
En marzo de 2019 Tesla disponía en todo el mundo de 1441 estaciones de recarga rápida con 12 888 puntos de recarga.
En noviembre de 2019 Tesla contaba con1636 estaciones de recarga rápida y 14.497 puntos de recarga.
En julio de 2020 Ya había en todo el mundo 1971 estaciones y 17.467 puntos de recarga.
En marzo de 2019 Tesla lanzó una actualización telemática por la que retiró de los vehículos el límite de 120 kW y les permitió cargar hasta 145 kW en toda la red de supercargadores.
En marzo de 2019 Tesla anunció la versión Supercharger V3 en la que usando PowerPacks de 1 MW y cables refrigerados por líquido conseguía potencias de recarga de hasta 250 kW en cada poste (para Tesla Model 3).
En marzo de 2019 también lanzó una actualización telemática con la que acondiciona la temperatura de la batería cuando el vehículo se encamina a un supercargador de manera que se reduce en un 25% el tiempo de carga medio.
Hay adaptadores del cargador rápido Chademo a conector Tesla, de hasta 50 kW de corriente continua.

### Carga en destino
Para el despliegue del model 3 en 2017 Tesla anunció y comenzó a desplegar una red masiva de carga de una potencia tres veces inferior a los supercharcher V3. Tesla ya ha desplegado en 2021 más de 15.000 estaciones de carga en destino en todo el mundo.

### Intercambio de baterías
El 20 de junio de 2013 Tesla presentó el sistema de intercambio de baterías para el Tesla Model S. El conductor acude a una estación de intercambio Tesla donde sitúa el coche sobre un foso. Un sistema robotizado quita los tornillos que sujetan el paquete de baterías a la carrocería, retira hacia abajo el paquete descargado, coloca un paquete cargado y aprieta los tornillos con el par de apriete especificado. El conductor no se baja del vehículo durante el proceso que dura 90 segundos.
En la presentación del sistema se comparó en directo con el repostaje de gasolina de un coche en una gasolinera con flujo de suministro alto (38 litros por minuto). Desde que el conductor bajó del coche hasta que volvió a arrancar pasaron 4 minutos y 7 segundos. Durante ese tiempo se cambiaron las baterías a dos Tesla Model S. El intercambio de baterías del primer Tesla Model S se llevó a cabo en 1 minuto 13 segundos y en el segundo en 1 minuto 33 segundos.
En diciembre de 2014 Tesla Motors comenzó un programa piloto de intercambio de baterías en Harris Ranch, California, junto a un supercargador. Este programa tiene como objetivo probar la tecnología y la demanda del servicio. El proceso de intercambio dura unos 3 minutos y el coste es similar a llenar un depósito de gasolina en un coche de su gama. Finalmente, después de un periodo de pruebas en el que los clientes pudieron probar el sistema, Tesla decidió finalizar el proyecto debido a que solo 5 personas de las 200 invitaciones desplegadas por la compañía fueron a usar la estación, y lo hicieron solo una vez. Elon Musk decidió que no era viable seguir con el proyecto.

## Patentes
El 12 de junio de 2014 anunció que liberaba sus patentes para que pudieran ser utilizadas de buena fe para la construcción de vehículos eléctricos. Lo hacía con el espíritu del movimiento open source (código abierto) para hacer avanzar la tecnología del vehículo eléctrico. En 2014 menos del 1% de los vehículos producidos eran eléctricos.
En 2014 la producción anual se acercaba a los 100 millones de vehículos y la flota total era de unos 2000 millones de vehículos. Tesla creía que aplicando la filosofía open source a sus patentes le fortalecería y no le debilitaría.

## Socios
Tesla Motors fabrica y vende sus coches, pero a diferencia de otros fabricantes también opera como fabricante de equipo original (original equipment manufacturer, OEM). Fabrica componentes para vehículos eléctricos que otros fabricantes pueden comprar y usar con sus propias marcas. Tesla tuvo colaboraciones con Daimler AG y Toyota. También trabaja estrechamente con Panasonic como socio estratégico en la investigación y desarrollo de baterías.

### Daimler AG
En mayo de 2009 Daimler AG adquirió casi el 10% de las acciones de Tesla Motors por un importe de unos US$50 000 000. El 31 de diciembre de 2011 la filial de Daimler AG Blackstar lnvestco LLC era propietaria de 8 113 215 acciones de Tesla Motors. Tesla Motors y Daimler AG acordaron cooperar en sistemas de baterías, sistemas de propulsión para vehículos eléctricos y proyectos de vehículos. Como parte de la colaboración el Dr. Herbert Kohler, Vicepresidente de E-Drive y Future Mobility de Daimler AG, tuvo un asiento en el Consejo de Dirección de Tesla. En julio de 2009 AABAR AD compró a Daimler AG el 40% de las acciones que tenía de Tesla Motors.
En 2014 Daimler terminó el contrato de suministro con Tesla y vendió sus acciones por US$780 000 000.

### AABAR AD
controlada por IPIC (International Petroleum Investment Company), que es propiedad del Gobierno del emirato de Abu Dhabi. El IPIC es uno de los medios para invertir la riqueza petrolera de Abu Dhabi, que es uno de los mayores exportadores de petróleo. En marzo de 2009 AABAR AD compró un 9% de acciones de Daimler AG. En julio de 2009 AABAR AD compró a Daimler AG el 40% de las acciones que tenía de Tesla Motors.

### Toyota
En julio de 2010 Tesla Motors vendió 2 941 176 acciones a Toyota a un precio de US$17 por acción. La venta fue de US$50 000 000.

### Panasonic

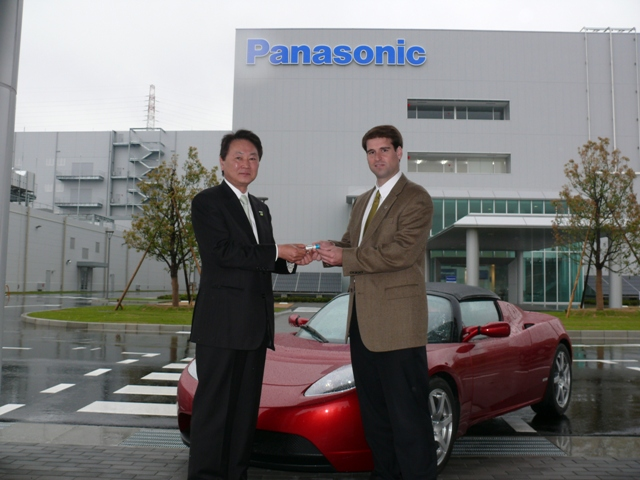
El presidente de Panasonic Energy Company, Naoto Noguchi, presenta a JB Straubel de Tesla las primeras baterías de iones de litio fabricadas en la fábrica de Suminoe, Japón.

El 7 de enero de 2010 Tesla Motors y Panasonic anunciaron que colaborarían en la nueva generación de baterías de iones de litio basadas en el modelo 18650 para vehículos eléctricos. El acuerdo es parte de una inversión de Panasonic de US$1 000 000 000 en 3 años para investigación, desarrollo y producción de baterías de iones de litio. Tesla podrá seguir usando baterías de otros suministradores.
En abril de 2010 el presidente de Panasonic Energy Company Naoto Noguchi presentó a JB Straubel, CTO de Tesla las primeras baterías de iones de litio producidas en la nueva fábrica de Suminoe, Japón. Esta fábrica comenzó la producción de baterías de 3,1 Ah, que tenían la mayor densidad de energía del mercado en ese momento. La fábrica produce más de 300 millones de baterías al año.
El 5 de noviembre de 2010 Panasonic invirtió US$30 000 000 en Tesla Motors con el objetivo de acelerar la expansión del vehículo eléctrico en el mercado del automóvil. Panasonic es suministrador de baterías para los paquetes de baterías de Tesla Motors. En octubre de 2011 ambos acordaron el suministro de baterías para más de 80 000 vehículos en 4 años. En noviembre de 2010 Tesla Motors vendió 1 418 573 acciones a Panasonic Corporation a un precio de 21,15 por acción.

## Conflictos

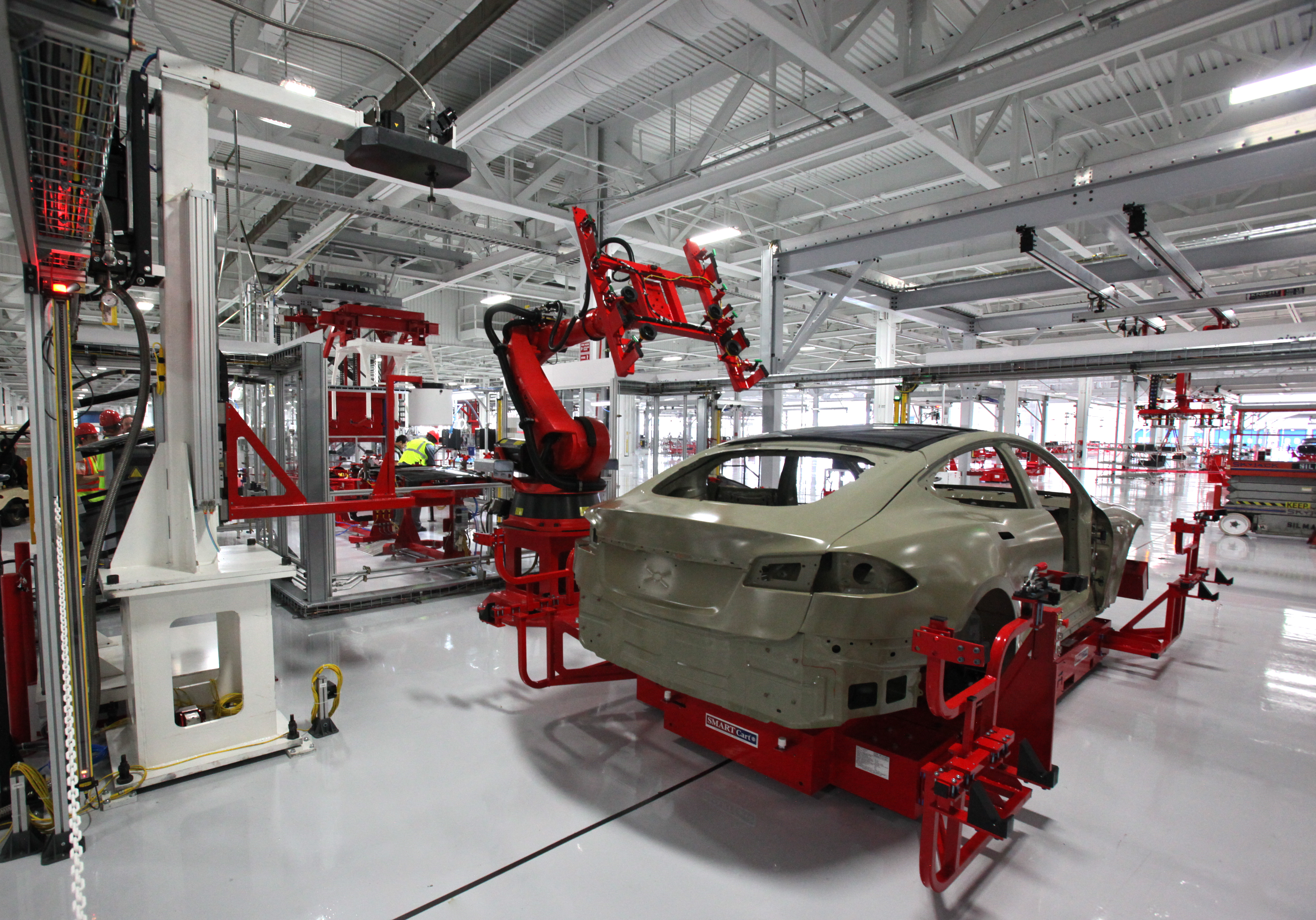
Una visita a la fábrica después de la prueba del Model S en la pista. En esta foto se instala el techo de vidrio laminado.

### Fisker Automotive
El 14 de abril de 2008 Tesla Motors demandó a Fisker Automotive alegando que Henrik Fisker robó ideas de diseño e información confidencial relativa al diseño de coches eléctricos e híbridos y que estaba usando esa información para el desarrollo del Fisker Karma, que había sido presentado en enero de 2008 en el North American International Auto Show. Tesla había contratado a Fisker Coachbuild y le pagó US$800 000 para el diseño de carrocería e interiores del sedán WhiteStar (Tesla Model S), pero Elon Musk canceló el diseño propuesto por ser inferior (substandard) a lo contratado. En la fecha del contrato Fisker no comunicó a Tesla que estaba trabajando en un híbrido similar al Tesla Model S.
El 3 de noviembre de 2008 Fisker Automotive Inc. publicó un comunicado de prensa afirmando que un árbitro había emitido un laudo a favor de Fisker Automotive Inc. y en contra de Tesla Motors. Tesla dijo que el laudo era vinculante y no continuaría con el caso.

### Magna International
En marzo de 2008 Magna International demandó a Tesla Motors por US$5 600 000 por no haber recibido el pago por los servicios prestados en el diseño de una transmisión para el Tesla Roadster. Tesla volvió a un diseño anterior de transmisión fabricada por X-Trac en el que la primera marcha fue retirada en los Roadster de serie.

### Fundadores de Tesla Motors
El 26 de mayo de 2009 Martin Eberhard presentó una demanda contra Elon Musk por calumnia, difamación, incumplimiento de contrato y sobre quiénes podían llamarse fundadores de Tesla Motors.
El juez de San Mateo County Superior Court falló que Tesla Motors fue creada por un equipo de fundadores: Elon Musk, JB Straubel, Martin Eberhard, Marc Tarpenning, e Ian Wright.

### Top Gear
Tesla Motors demandó por falsedad maliciosa y libelo al programa de coches de la BBC Top Gear en relación con el episodio de 2008 en el que Jeremy Clarkson se quejaba de una autonomía de solamente 55 millas (89 km) del Tesla Roadster antes de mostrar cómo empujaban el coche hacia el garaje supuestamente por agotamiento de las baterías. Tesla Motors afirmó que ninguno de los dos Tesla Roadster usados bajó de un 20% en la capacidad de la batería durante las pruebas de Top Gear y que la escena fue guionizada de antemano.
Clarkson también afirmó que había sufrido un fallo de frenos cuando era un fusible fundido según Tesla, y que un recalentamiento del motor eléctrico lo hizo pararse cuando no hubo tal calentamiento según Tesla.
El 19 de octubre de 2011 la High Court de Londres rechazó la demanda de libelo argumentando que Top Gear era un programa de entretenimiento.

## Problemas

### Frenazos fantasma
Los nuevos modelos tienen problemas con el control de crucero adaptativo, ya que en determinadas ocasiones frenan con fuerza en casos en los que no debería frenar, lo que puede llevar a accidentes. La National Highway Traffic Safety Administration estadounidense inició una investigación para conocer las causas.
En febrero de 2025, un tribunal alemán declaró el Tesla Autopilot como defectuoso debido a los problemas recurrentes de frenazos fantasma ya que pueden provocar accidentes.
En febrero de 2025, un grupo de compradores australianos puso una demanda colectiva contra Tesla por fraude en la autonomia de la batería, las ayudas a la conducción y los frenazos fantasma.

### Controversias políticas y su impacto en las ventas
En 2025, las ventas de Tesla comenzaron a disminuir significativamente, en parte debido al apoyo público de Elon Musk a Donald Trump, lo que generó una fuerte reacción negativa en diversos mercados internacionales. La caída de ventas fue especialmente pronunciada en países como Francia, Alemania, Reino Unido, Suecia, Noruega, Países Bajos y España.
Un informe de 2025 indicó que, pese al crecimiento general del mercado de vehículos eléctricos en Europa, Tesla perdió cuota de mercado en países clave como Suiza, Suecia y Países Bajos, registrando una caída interanual del 44 %. Las causas señaladas incluyen la creciente competencia de fabricantes europeos y chinos, así como el deterioro de la imagen pública del CEO.
La disminución de ventas también tuvo un impacto directo en el valor bursátil de la compañía. En febrero de 2025, tras múltiples advertencias sobre una posible burbuja financiera, las acciones de Tesla comenzaron a caer bruscamente. Una encuesta reveló una fuerte correlación entre el apoyo de Musk a posiciones políticas de extrema derecha y el deterioro de la percepción de la marca, lo que provocó protestas en varios países. El 10 de marzo de 2025, las acciones de la empresa cayeron un 15 %, acumulando una pérdida del 50 % desde su máximo histórico.

## Acusación de participación
Para junio del 2022, Elon Musk, director ejecutivo de Tesla y SpaceX, fue acusado de presunta estafa piramidal, en el que promocionó información relacionada con comprar Dogecoin.